# Dirk Nowitzki
Dirk Werner Nowitzki (phát âm tiếng Đức: [ˈdɪʁk noˈvɪtski], audioⓘ; sinh ngày 19 tháng 6 năm 1978) là một cựu cầu thủ bóng rổ chuyên nghiệp người Đức. Anh cao 2,13 m, được coi là một trong những tiền phong hàng trong (power forward) xuất sắc nhất mọi thời đại và được nhiều người coi là cầu thủ châu Âu vĩ đại nhất mọi thời đại.
Là cựu cầu thủ câu lạc bộ bóng rổ DJK Würzburg, Nowitzki được Milwaukee Bucks chọn ở lượt chọn thứ 9 kỳ NBA Draft năm 1998 và ngay lập tức được chuyển sang Dallas Mavericks, nơi anh đã dành toàn bộ sự nghiệp 21 năm để cống hiến. Nowitzki đã dẫn dắt Mavericks có 15 lần tham dự vòng playoff NBA (2001–2012; 2014–2016), bao gồm cả lần xuất hiện trong trận Chung kết đầu tiên vào năm 2006 và chức vô địch NBA duy nhất của họ vào năm 2011. Được biết đến với khả năng ghi bàn, tính linh hoạt, ném 3 điểm chính xác và những cú fadeaway mang tính thương hiệu, Nowitzki đã giành được Giải thưởng Cầu thủ xuất sắc nhất NBA năm 2007 và Giải thưởng Cầu thủ xuất sắc nhất nhất trong loạt trận chung kết NBA năm 2011.
Nowitzki là cầu thủ duy nhất chơi cho một đội bóng NBA duy nhất trong 21 mùa giải. Anh lọt vào đội hình All-Star 14 lần, vào Đội hình Toàn NBA 12 lần, cầu thủ châu Âu đầu tiên đánh chính trong một trận đấu All-Star và là cầu thủ châu Âu đầu tiên nhận Giải thưởng Cầu thủ xuất sắc nhất NBA. Nowitzki cũng là cầu thủ sinh ra ở ngoài nước Mỹ có thành tích ghi bàn cao nhất trong lịch sử NBA. Anh ấy là cầu thủ Maverick đầu tiên được bình chọn vào Đội hình toàn NBA và nắm giữ một số kỷ lục cá nhân Mavericks mọi thời đại. Vào ngày 10 tháng 12 năm 2012, anh trở thành cầu thủ không phải người Mỹ đầu tiên nhận Giải thưởng Di sản Naismith. Sau khi nghỉ hưu, Nowitzki đứng thứ sáu trong danh sách các nhà ghi điểm trong sự nghiệp của Hiệp hội Bóng rổ Quốc gia NBA).
Khi thi đấu quốc tế, Nowitzki đã dẫn dắt đội tuyển bóng rổ quốc gia Đức giành huy chương đồng tại Giải vô địch thế giới FIBA 2002 và huy chương bạc tại EuroBasket 2005, đồng thời là cầu thủ ghi bàn hàng đầu và MVP trong cả hai giải đấu.

## Tuổi thơ
Sinh ra ở Würzburg, Đức, Dirk Werner Nowitzki xuất thân trong một gia đình thể thao: mẹ anh là Helga Nowitzki (nhũ danh Bredenbröcker) là một cầu thủ bóng rổ chuyên nghiệp và cha anh là Jörg-Werner là một cầu thủ bóng ném đã đại diện cho Đức ở cấp độ quốc tế cao nhất. Chị gái của anh, Silke Nowitzki, một nhà vô địch trong môn điền kinh, cũng trở thành một cầu thủ bóng rổ và hiện làm việc cho NBA trên International TV.
Nowitzki là một đứa trẻ rất cao; anh hầu như đứng trên các đồng đội của mình cỡ 1 bàn chân (1 feet) trở lên. Ban đầu anh ấy chơi bóng ném và quần vợt. Anh đã trở thành một vận động viên quần vợt có hạng trong giải trẻ của Đức, nhưng nhanh chóng cảm thấy mệt mỏi vì bị gọi là "quái vật" vì chiều cao của mình và cuối cùng chuyển sang bóng rổ. Sau khi gia nhập DJK Würzburg địa phương, cậu bé 15 tuổi đã thu hút sự chú ý của cựu cầu thủ bóng rổ quốc tế người Đức Holger Geschwindner, người đã phát hiện ra tài năng của cậu ngay lập tức và đề nghị huấn luyện cậu hai đến ba lần mỗi tuần. Sau khi được cả Nowitzki và cha mẹ đồng ý, Geschwindner đưa học trò của mình vào một chương trình đào tạo không chính thống: ông nhấn mạnh vào các bài tập ném và chuyền, đồng thời tránh tập tạ và các bài tập chiến thuật, vì ông cảm thấy đó là "sự cọ xát không cần thiết". Hơn nữa, Geschwindner khuyến khích Nowitzki chơi nhạc cụ và đọc sách văn học để giúp anh ta có một nhân cách chuẩn.
Sau một năm, huấn luyện viên rất ấn tượng với sự tiến bộ của Nowitzki đến mức khuyên anh ấy, "Bây giờ cậu phải quyết định xem cậu muốn đấu với những người giỏi nhất thế giới hay bằng lòng làm 1 người hùng ở Đức. Nếu cậu chọn cái sau, chúng ta sẽ ngừng tập luyện ngay lập tức, bởi vì không ai có thể ngăn cản điều đó nữa. Nhưng nếu cậu muốn thi đấu với những người giỏi nhất, chúng ta phải tập luyện hàng ngày". Sau khi cân nhắc quyết định cả đời này trong hai ngày, Nowitzki đồng ý tham gia vào lịch trình đào tạo toàn thời gian, chọn con đường dẫn đến sự nghiệp quốc tế. Geschwindner đã để anh ta huấn luyện bảy ngày một tuần với các cầu thủ DJK Würzburg và các tuyển thủ Đức tương lai Robert Garrett, Marvin Willoughby (de) và Demond Greene, vào mùa hè năm 1994, Nowitzki khi đó 16 tuổi đã gia nhập đội DJK.

## DJK Würzburg (1994–1998)
Khi Nowitzki gia nhập đội, DJK đang chơi ở giải hạng 2 của Đức, Second Bundesliga, khu vực phía Nam. Huấn luyện viên đầu tiên của anh ấy là Pit Stahl, người đã chỉ đạo cậu thiếu niên cao lớn chơi như một tiền phong hàng ngoài hay vì hàng trong để không bỏ phí kỹ năng ném xa của cậu. Trong mùa giải Second Bundesliga 1994–95, DJK đầy tham vọng nhưng đã kết thúc với vị trí thứ sáu trong số 12 đội. Một kết quả đáng thất vọng; tân binh Nowitzki thường xuyên phải ngồi dự bị và phải vật lộn với điểm số kém kỏi ở trường, điều đó buộc anh ta phải học tập hơn là chơi bóng. Trong mùa giải Second Bundesliga 1995–96 tiếp theo, Nowitzki trở thành người đánh chính bên cạnh tiền phong ngôi sao người Phần Lan Martti Kuisma và nhanh chóng trở thành cầu thủ ghi điểm thường xuyên: sau khi huấn luyện viên bóng rổ quốc gia Đức Dirk Bauermann chứng kiến anh ghi 24 điểm trong một trận đấu của DJK, ông ta đã phải nói rằng: "Dirk Nowitzki là tài năng bóng rổ Đức vĩ đại nhất trong 10 năm qua, cũng có thể là 15 năm."
Trong mùa giải Second Bundesliga 1996–97, Nowitzki ghi trung bình 19,4 điểm mỗi trận và dẫn dắt DJK một lần nữa cán đích ở vị trí thứ hai sau mùa giải chính thức, nhưng không thể giúp đội của anh thăng hạng. Trong mùa giải Second Bundesliga 1997–98 sau đó, Nowitzki hoàn thành "Abitur" (Hạng A của Đức), nhưng phải thực hiện nghĩa vụ quân sự bắt buộc tại Bundeswehr kéo dài từ ngày 1 tháng 9 năm 1997 đến ngày 30 tháng 6 năm 1998; Chàng trai 18 tuổi, cao tới 2,11 m, đã tiến bộ, dẫn dắt DJK đạt tổng điểm 36: 4 (ở Đức, chiến thắng cho điểm 2: 0 và thua 0: 2) và kết thúc với tư cách Vua ghi điểm với 28,2 điểm mỗi trận. Trong vòng loại trực tiếp thăng hạng, DJK cuối cùng đã phá vỡ kỷ lục của mình, kết thúc ở vị trí đầu tiên với 14: 2 điểm và giành quyền thăng hạng lên giải đấu cao hơn tiếp theo; Nowitzki được tạp chí BASKET của Đức bình chọn là "Cầu thủ bóng rổ Đức của năm".
Abroad, Nowitzki's progress was noticed. A year later, the teenager participated in the Nike "Hoop Heroes Tour", where he played against NBA stars like Charles Barkley and Scottie Pippen. In a 30-minute show match, Nowitzki outplayed Barkley and even dunked on him, causing the latter to exclaim: "The boy is a genius. If he wants to enter the NBA, he can call me." On ngày 29 tháng 3 năm 1998, Nowitzki was chosen to play in the Nike Hoop Summit, one of the premier talent watches in U.S. men's basketball. In a match between the U.S. talents and the international talents, Nowitzki scored 33 points on 6-of-12 shooting, 14 rebounds and 3 steals for the internationals and outplayed future US NBA players Rashard Lewis and Al Harrington. He impressed with a combination of quickness, ball handling, and shooting range, and from that moment a multitude of European and NBA clubs wanted to recruit him.
Ở nước ngoài, sự tiến bộ của Nowitzki đã được chú ý. Một năm sau, cậu thiếu niên tham gia Nike "Hoop Heroes Tour", nơi cậu thi đấu với các ngôi sao NBA như Charles Barkley và Scottie Pippen. Trong một trận đấu kéo dài 30 phút, Nowitzki chơi trội hơn Barkley và thậm chí còn úp rổ vào anh ấy, khiến người ta phải thốt lên: "Cậu ta là một thiên tài. Nếu cậu ta muốn vào NBA, cậu ta có thể gọi cho tôi." Vào ngày 29 tháng 3 năm 1998, Nowitzki được chọn để thi đấu trong Nike Hoop Summit. Trong một trận đấu giữa các tài năng Hoa Kỳ và các tài năng quốc tế, Nowitzki đã ghi được 33 điểm, 14 rebounds và 3 steals cho đội các cầu thủ quốc tế, đồng thời bỏ xa các cầu thủ NBA tương lai của Hoa Kỳ là Rashard Lewis và Al Harrington. Anh gây ấn tượng với sự kết hợp giữa sự nhanh nhạy, khả năng xử lý bóng và ném xa, và ngay từ thời điểm đó đã có vô số câu lạc bộ ở Châu Âu và NBA muốn chiêu mộ anh ấy.

## Dallas Mavericks (1998–2019)

### Khởi đầu khó khăn (1998–1999)
Trong buổi luyện tập trước thềm NBA Draft 1998, Dirk Nowitzki đã thu hút sự chú ý từ Boston Celtics và Dallas Mavericks. HLV Rick Pitino của Celtics đã nhìn thấy hình bóng của Larry Bird ở Dirk và hứa sẽ chọn anh ở lượt pick thứ 10. Tuy nhiên, Dallas đã phá hỏng kế hoạch đó của Celtics. Ở lượt pick thứ 6, Dallas đã đem về cầu thủ cơ bắp Robert Taylor và lập tức trao đổi với Milwaukee Bucks, đội được thỏa thuận sẽ chọn Dirk Nowitzki ở lượt thứ 9. Quyết định đó của HLV Don Nelson đã bị chỉ trích dữ dội. Ký giả Eddie Sefko của Houston Chornicle vào thời điểm đó đã chấm cho quyết định Draft của Dallas điểm F. Sefko cho rằng Dallas đã quá mạo hiểm khi chọn Dirk Nowitzki và Steve Nash.
Nowitzki và Nash nhanh chóng trở thành bạn thân của nhau. Nowitzki trở thành cầu thủ Đức thứ tư trong lịch sử NBA, sau các "lão làng" Uwe Blab, Christian Welp và cầu thủ đẳng cấp All-Star chơi đa vị trí Detlef Schrempf, người từng là cựu binh 35 tuổi của Seattle SuperSonics khi người đồng hương trẻ tuổi của anh đến. Nowitzki kết thúc sự nghiệp DJK của mình với tư cách là cầu thủ Würzburg duy nhất từng vô địch NBA.
Dallas lúc đó là một tập thể khá tầm thường. Lần gần nhất họ vào playoff là năm 1990. Hậu vệ ghi điểm Michael Finley làm đội trưởng, được hỗ trợ bởi trung phong Shawn Bradley cao 7 foot 6 inch (2.29 m) (từng được chọn ở lượt thứ 2 NBA Draft 1993) và cây ghi điểm chính Cedric Ceballos, một cựu tiền phong của Laker. Mùa giải bị trì hoãn bởi sự kiện NBA lockout 1998–99, khiến cả mùa giải rơi vào tình trạng nguy hiểm. Trong tình trạng lấp lửng, Nowitzki trở lại DJK Würzburg và chơi 13 trận trước khi cả hai bên đưa ra một thỏa thuận thỏa hiệp muộn dẫn đến lịch thi đấu NBA rút ngắn chỉ còn 50 trận. Khi mùa giải cuối cùng bắt đầu, Nowitzki gặp khó khăn. Được huấn luyện viên Don Nelson bố trí chơi như một tiền phong hàng trong, cầu thủ 20 tuổi cảm thấy bị áp đảo bởi các tiền phong thể hình lớn hơn của NBA, bị lo lắng bởi những kỳ vọng là lựa chọn số chín kỳ draft, và chơi phòng ngự tệ hại; nhiều người đã chế nhạo anh là "Irk Nowitzki", bỏ qua "D" là viết tắt của "defender-phòng thủ" trong tiếng lóng bóng rổ. Anh chỉ ghi được trung bình 8,2 điểm và 3,4 rebound trong 20,4 phút thi đấu. Nhìn lại, Nowitzki nói: "Tôi đã rất thất vọng, tôi thậm chí đã dự định quay trở lại Đức". Mavericks chỉ thắng 19 trong số 50 trận của họ và bỏ lỡ vòng loại trực tiếp.

### Kỷ nguyên "Big Three" (1999–2004)

#### Mùa giải 1999–2000
Vào ngày 4 tháng 1 năm 2000, chủ sở hữu đội Ross Perot Jr đã bán Mavericks cho tỷ phú Mark Cuban với giá 280 triệu đô la. Cuban nhanh chóng đầu tư vào Mavericks và tái cấu trúc đội bóng, tham dự nhiều hoạt động bên lề, mua cho đội một chiếc Boeing 757 trị giá 46 triệu đô la để di chuyển và giúp tăng giá trị đội bóng lên hơn 100 triệu đô la. Nowitzki từng ca ngợi Cuban, nói rằng ông ấy "đã tạo ra một môi trường hoàn hảo... chúng tôi chỉ cần ra sân và giành chiến thắng." Nhờ sự kèm cặp bảo ban của HLV Nelson, khoản đầu tư của Cuban và sự tiến bộ của bản thân, Nowitzki đã cải thiện chỉ số đáng kể trong mùa giải thứ hai. Nowitzki ghi trung bình 17,5 điểm, 6,5 rebounds và 2,5 kiến tạo mỗi trận trong 35,8 phút. Anh ấy đã về nhì trong Giải thưởng Cầu thủ tiến bộ nhất NBA sau Jalen Rose, và lọt vào đội hình NBA All-Star Sophomore. Nowitzki cũng trở thành cầu thủ cao nhất từng tham gia cuộc thi 3-points contest ở tuần lễ NBA All-star. Tuy đã cải thiện ở cấp độ cá nhân, Mavericks của Dirk đã không thể tiến vòng loại trực tiếp sau một mùa giải 40–42 tầm thường.

#### Mùa giải 2000–01
Trong mùa giải NBA 2000–01, Nowitzki đã cải thiện hơn nữa chỉ số trung bình của mình, ghi 21,8 điểm, 9,2 rebound và 2,1 kiến tạo mỗi trận. Như một dấu hiệu cho thấy tầm quan trọng ngày càng tăng, Dirk đã cùng đội trưởng Finley chơi và xuất phát trong tất cả 82 trận, trong đó có 10 trận mà anh ấy ghi được ít nhất 30 điểm. Nowitzki trở thành cầu thủ Maverick đầu tiên được bầu chọn vào đội All-NBA, ở Đội hình ba. Ngoài ra, người bạn thân nhất của anh, Nash đã trở thành một hậu vệ dẫn bóng sáng giá, và với việc Finley ghi điểm nhiều hơn bao giờ hết, các chuyên gia đã gọi bộ ba này là "Big Three" của Mavericks.
Đạt thành tích 53–29 trong mùa giải thường niên, Mavericks lần đầu tiên lọt vào vòng loại trực tiếp kể từ năm 1990. Với tư cách là hạt giống số năm, họ gặp Utah Jazz, dẫn đầu bởi hậu vệ dẫn bóng John Stockton và tiền phong hàng trong Karl Malone. Mavericks đã giành chiến thắng trong chuỗi năm trận đấu, để gặp đối thủ cùng bang Texas với họ, San Antonio Spurs. Mavericks đã thua ba trận đầu tiên của loạt trận, còn Nowitzki bị ốm vì cúm và sau đó bị rụng một chiếc răng sau một pha va chạm với hậu vệ Terry Porter của Spurs. Sau chiến thắng ở Ván 4, Nowitzki ghi được 42 điểm và giành được 18 rebound trong Ván 5, nhưng không thể ngăn cản trận thua 105–87 quyết định.

#### Mùa giải 2001–02
Trước mùa giải NBA 2001–02, Nowitzki đã ký hợp đồng gia hạn sáu năm trị giá 90 triệu đô la, biến anh trở thành vận động viên người Đức được trả lương cao thứ hai sau nhà vô địch Công thức một Michael Schumacher. Anh tiếp tục tiến bộ, ghi trung bình 23,4 điểm, 9,9 rebound và 2,4 kiến tạo mỗi trận. Nowitzki đã được bình chọn vào Đội hình 2 toàn NBA và tham gia Trận đấu All-Star lần đầu tiên. Sau khi vượt qua vòng loại trực tiếp với thành tích 57–25, Mavericks đã loại Kevin Garnett cùng Minnesota Timberwolves ở vòng đầu tiên; Nowitzki ghi trung bình 33,3 điểm mỗi trận. Ở vòng thứ hai, Mavericks gặp Sacramento Kings của tiền phong hàng trong đẳng cấp Chris Webber. Sau khi mỗi đội thắng một trong hai trận đấu đầu tiên, huấn luyện viên Rick Adelman của Kings đã thay đổi sơ đồ phòng ngự, giao Hedo Türkoğlu theo kèm Nowitzki. Türkoğlu sử dụng sự nhanh nhẹn của mình "trói chặt" Nowitzki, nếu cầu thủ cao kều của Maverick cố gắng thiết lập vị trí dưới bảng rổ (post up) với Türkoğlu, Webber sẽ cùng đồng đội 2 kèm 1 với Nowitzki. Trong ván 3 ở Dallas, Mavericks thua 125–119; Nowitzki chỉ ghi được 19 điểm và nói: "Tôi chỉ đơn giản là không thể vượt qua Türkoğlu, và nếu tôi làm được, tôi sẽ gặp phải tình trạng 2 đánh 1 và sẽ phạm rất nhiều lỗi turnover (mất bóng)."
Trong ván 4, Nowitzki bỏ lỡ hai cú nhảy ném có khả năng quyết định trận đấu, và Mavericks thua 115–113 trên sân nhà. Trong ván 5, Mavericks bị loại vì tiếp tục thua 114–101. Tuy nhiên, Nowitzki đã nhận được một giải thưởng an ủi. Gazzetta dello Sport đã bình chọn anh là "Cầu thủ bóng rổ châu Âu của năm", 104 phiếu bầu của anh đã giúp anh vượt qua người đứng thứ hai là Dejan Bodiroga (54) và Stojakovic (50).

#### Mùa giải 2002–03
Trước mùa giải NBA 2002–03, Don Nelson và Mark Cuban tập trung nhiều hơn vào việc gia cố hàng phòng ngự, đặc biệt là vòng trong với sự xuất hiện của những "big man" sung mãn Raef LaFrentz và Shawn Bradley. Mavericks đã thắng mười một trận đầu tiên. Finley, Nash và Nowitzki được bầu chọn là "Cầu thủ miền Tây của tháng" vào tháng 11 năm 2002. Trong mùa giải đó, Nowitzki lại nâng mức trung bình điểm của mình, ghi được 25,1 điểm, 9,9 rebounds và 3,0 kiến tạo mỗi trận. Anh ấy đã dẫn dắt Mavericks đến một kỷ lục 60–22, giúp họ trở thành hạt giống thứ ba. Kết quả là Mavericks phải đấu với hạt giống thứ sáu Portland Trail Blazers trong vòng Playoffs NBA năm 2003. Từ mùa này, các đội chơi từ vòng 1 playoff sẽ phải chơi tối đa 7 game đấu thay vì 5 như trước kia. Mavericks nhanh chóng giành chiến thắng trong ba trận đầu tiên, nhưng sau đó hoàn toàn mất nhịp và ba trận tiếp theo. Trong ván 7 quyết định, Nowitzki thực hiện một cú clutch quan trọng để nâng tỷ số lên 100–94 khi trận đấu còn 1:21 phút. Chung cuộc Mavericks thắng 107–95. "Đây là cú ném quan trọng nhất trong sự nghiệp của tôi", anh ấy sau đó nói, "Tôi không có ý định đi nghỉ sớm như vậy." Trong vòng tiếp theo, Mavericks gặp lại Kings, và loạt trận diễn ra bảy trận. Nowitzki lại thực hiện tiếp 1 cú clutch trong Ván 7; anh ghi được 30 điểm, 19 rebound, và chơi phòng ngự chắc chắn, đưa Mavericks giành chiến thắng 112–99 trong loạt trận quyết định. Trong trận chung kết miền Tây, Mavericks gặp lại Spurs. Trong ván 3, sau 1 pha rebound, hậu vệ của Spurs, Manu Ginóbili đã va chạm với đầu gối của Nowitzki, khiến anh chấn thương và rời sân. Không có cầu thủ ghi bàn hàng đầu, Mavericks cuối cùng đã thua trong sáu trận.

#### Mùa giải 2003–04
Sau khi Dallas đổi trung phong Raef LaFrentz sang Boston để lấy về tiền phong Antoine Walker, Nelson quyết định sử dụng Nowitzki ở vị trí trung phong. Để chuẩn bị chơi ở vị trí cần nhiều thể chất hơn hiện tại, Nowitzki đã tăng khối lượng cơ bắp lên 20 lb (9,1 kg) trong mùa hè, chấp nhận bớt nhanh nhẹn và chú trọng nhiều hơn vào phòng ngự hơn là ghi điểm. Lần đầu tiên trong sự nghiệp, điểm trung bình của Nowitzki giảm xuống 21,8 điểm, 8,7 rebounds và 2,7 kiến tạo mỗi trận, nhưng anh vẫn dẫn đầu Mavericks về ghi điểm, rebound, steals (1,2 spg) và block (1,35 bpg). Những con số này đã giúp anh ấy được đề cử trong đội hình All-star và Đội hình ba toàn NBA. Lập kỷ lục 52–30, Mavericks gặp lại đối thủ quen thuộc là Sacramento Kings ở vòng loại trực tiếp một lần nữa, nhưng bị loại sau năm trận.

### Cầu thủ biểu tượng (2004–2010)

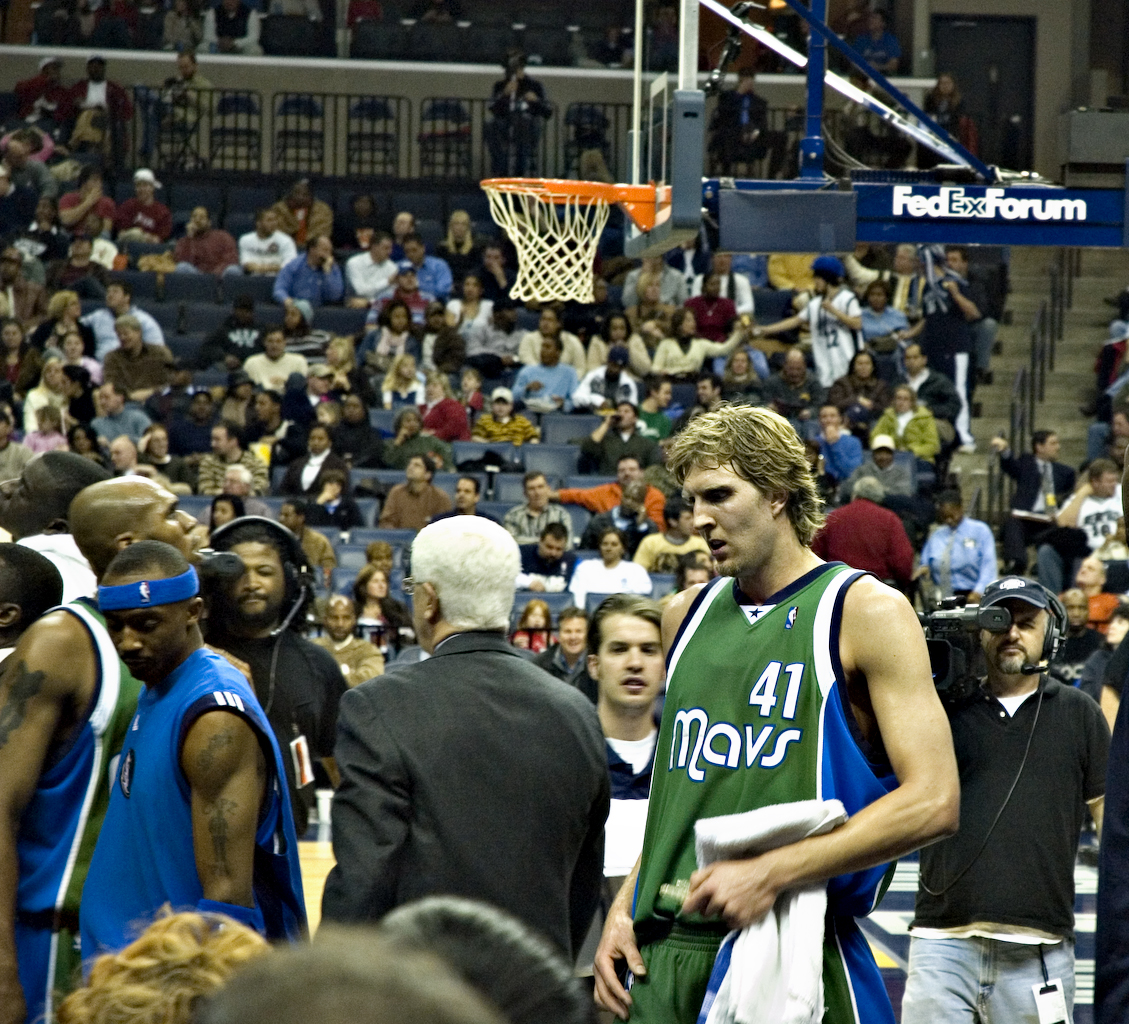
Nowitzki (#41) là gương mặt thương hiệu của Dallas Mavericks từ năm 2004 đến 2019

#### Mùa giải 2004–05
Trước mùa giải NBA 2004–05, Mavericks đã được tái cấu trúc một lần nữa. Trung phong Erick Dampier đã được mua lại từ Golden State Warriors trong môt thương vụ trao đổi tới tám cầu thủ. Ngoài ra, bạn thân của Nowitzki là Steve Nash đã rời Dallas và trở lại Phoenix Suns với tư cách là một cầu thủ tự do, sau đó tiếp tục giành được hai giải thưởng Cầu thủ xuất sắc nhất cùng Suns. Giữa mùa giải, huấn luyện viên trưởng Don Nelson đã từ chức, trợ lý Avery Johnson nhận nhiệm vụ huấn luyện viên trưởng. Giữa những thay đổi này, Nowitzki đã cải thiện bộ chỉ số của mình và ghi trung bình 26,1 điểm một trận (mức cao trong sự nghiệp) và 9,7 rebounds; 1,5 lần cướp bóng và 3,1 pha kiến tạo của anh ấy cũng là những con số cao trong sự nghiệp. Vào ngày 2 tháng 12 năm 2004, Nowitzki ghi được 53 điểm ở trận thắng trong hiệp phụ trước Houston Rockets, một trận đấu hay nhất trong sự nghiệp của anh. Lần đầu tiên Nowitzki được bầu chọn vào Đội hình tiêu biểu toàn NBA. Anh cũng đứng thứ ba trong cuộc bầu chọn MVP của giải đấu, sau Nash và Shaquille O'Neal.
Tuy nhiên, Mavericks đã có một chiến dịch NBA Playoffs 2005 chơi dưới sức. Ở vòng đầu tiên, Dallas gặp vua ghi điểm của Houston Rockets Tracy McGrady và trung phong cao 7 ft 6 in (2,29 m) Yao Ming. Rockets dẫn trước loạt 2–0 trước khi Mavericks thắng ba trận liên tiếp. Sau khi để thua Game 6, Dallas thắng Game 7 một cách thuyết phục và giành chiến thắng trong loạt đấu này dù Nowitzki gặp chút vấn đề ở khâu ghi điểm của mình. Ở Bán kết miền, Mavericks gặp Phoenix Suns và người đồng đội cũ Nash. Họ chia điểm trong bốn trận đầu tiên trước khi Suns thắng hai trận cuối cùng. Trong ván 6, Mavericks thua trong hiệp phụ, Nowitzki không đạt phong độ cao nhất: anh tuy ghi được 28 điểm, nhưng cũng chỉ đạt tỉ lệ ném rổ 9/25 lần ghi bàn và bỏ lỡ cả năm cú ném trong hiệp phụ.

#### Mùa giải 2005–06: Góp mặt tại Chung kết lần đầu tiên
Trước mùa giải NBA 2005–06, đội trưởng kỳ cựu của Mavericks, Michael Finley rời đi, Nowitzki là cầu thủ cuối cùng còn lại trong "Big Three" của Mavericks gồm Nash, Finley và chính anh. Nowitzki ghi trung bình 26,6 điểm, 9,0 rebounds và 2,8 kiến tạo trong cả mùa giải. Đây không chỉ là mùa giải thứ ba của anh ấy đạt ít nhất 2.000 điểm, mà trung bình ghi được 26,6 điểm của anh là cao nhất từ trước đến nay của một cầu thủ châu Âu. Anh ấy đã cải thiện tỷ lệ ném của mình, lập kỷ lục cá nhân trong mùa giải về tỉ lệ ném (48,0%), tỉ lệ ghi ba điểm (40,6%) và tỉ lệ ném phạt (90,1%). Trong Tuần lễ All-Star ở Houston năm 2006, Nowitzki đã ghi được 18 điểm để đánh bại Ray Allen, hậu vệ của Seattle SuperSonics và hậu vệ của Washington Wizards Gilbert Arenas trong Cuộc thi Ba điểm.
Nowitzki đã dẫn dắt Dallas đạt thành tích 60 trận thắng trong mùa giải thường niên. Đội bóng kết thúc với thành tích tốt thứ ba trong giải đấu sau đương kim vô địch San Antonio Spurs và đương kim vô địch miền Đông Detroit Pistons. Như trong mùa giải 2004–05, anh đứng thứ ba trong cuộc bầu chọn MVP của giải đấu, lần này là sau Nash và LeBron James. Anh ấy một lần nữa được bầu vào đội hình 1 toàn NBA. Nowitzki ghi trung bình 27,0 điểm, 11,7 rebounds và 2,9 kiến tạo trong các trận playoffs. Trong vòng mở màn, Mavericks đã hạ gục Memphis Grizzlies 4–0. Nowitzki có 1 khoảnh khắc xuất thần khi thực hiện một cú clutch 3 điểm ở những giây cuối của Hiệp 3 khiến trận đấu kết thúc và buộc phải chơi hiệp phụ. Ở Bán kết miền Tây, Mavericks lại đối đầu với San Antonio Spurs. Sau khi hoà trong sáu ván đầu tiên, Mavericks dẫn trước 20 điểm trong ván 7 trước khi cầu thủ Spurs Manu Ginóbili giúp đội bóng vượt lên 101 điểm bằng một quả 3 điểm khi trận đấu còn 30 giây. Trong lượt tiếp theo, Nowitzki hoàn thành một cú ba điểm, dẫn ngược với điểm số 104. Cuối cùng, Mavericks thắng 119–111, và Nowitzki kết thúc trận với 37 điểm và 15 rebounds. Nowitzki bình luận: "Tôi không biết bóng đi vào thế nào. Manu đã đánh trúng tay tôi. Đó là một cú ném may mắn". Mavericks tiến đến Vòng chung kết phía Tây, nơi họ gặp lại Suns. Nowitzki đã ghi được 50 điểm để dẫn dắt Mavericks đến chiến thắng trong Game 5 quan trọng; Mavericks đã thắng loạt trận trong sáu trận và đối mặt với Miami Heat trong trận Chung kết NBA năm 2006. Về màn trình diễn của Nowitzki, nhà báo Bill Simmons của chuyên mục ESPN đã viết, "Dirk đang chơi ở một đẳng cấp cao hơn bất kỳ tiền phong nào kể từ sau [Larry] Bird."
Mavericks vượt lên dẫn trước 2–0 ở trận Chung kết, nhưng sau đó thua trận 3 với 15 điểm cách biệt. Nowitzki chỉ thực hiện thành công 20 trong số 55 cú ném cuối cùng của anh ấy trong ba trận đấu cuối cùng khi Mavericks thua trong loạt trận Chung kết 4–2, trước Heat. Tiền phong người Đức đã bị ESPN chỉ trích là "rõ ràng... không phải là những gì tốt nhất của anh ấy trong loạt trận này" và nhận xét: "Đó là một trận thua khó khăn (trong Ván 3) và điều đó thực sự đã thay đổi toàn bộ diễn biến của loạt trận."

#### Mùa giải 2006–07: NBA MVP
Trong mùa giải 2006–07, Nowitzki đạt tỉ lệ ném 50,2% thành tích tốt nhất sự nghiệp, ghi trung bình 24,6 điểm, 8,9 rebounds và 3,4 kiến tạo, đồng thời dẫn dắt Mavericks tới 67 trận thắng và là hạt giống số 1 miền Tây trong NBA Playoffs 2007. Anh ấy đạt tỉ lệ 50% ghi điểm, 40% cho ném 3 và 90% ném phạt thành công, trở thành cầu thủ thứ năm trong lịch sử NBA gia nhập câu lạc bộ 50–40–90. Nowitzki được nhận định là ứng cử viên sáng giá cho giải thưởng Cầu thủ xuất sắc nhất và được kỳ vọng sẽ dẫn dắt Mavericks giành chiến thắng dễ dàng trước hạt giống số tám Golden State Warriors, mặc dù Warriors đã thắng trong cả ba lần gặp nhau trong mùa giải trước Dallas. Tuy nhiên, Mavericks cuối cùng lại để thua Warriors trong sáu trận, đánh dấu lần đầu tiên một hạt giống số 8 đánh bại hạt giống số 1 trong một loạt bảy trận hay nhất trong lịch sử NBA. Trong ván đấu thứ 6, Nowitzki chỉ đạt tỉ lệ ném 2–13 với vỏn vẹn 8 điểm. Bị kèm chặt bởi Stephen Jackson, Nowitzki có trung bình ít hơn gần 5 điểm so với trung bình mùa giải của anh ấy trong chuỗi trận đó và 38,3% tỉ lệ ném là 50,2% trong mùa giải thường xuyên. Anh ấy mô tả trận thua là một bước lùi trong sự nghiệp của mình: "Series này, tôi không thể tạo ảnh hưởng của mình theo cách tôi muốn. Đó là lý do tại sao tôi rất thất vọng." Bất chấp trận thua lịch sử này, Nowitzki đã được vinh danh là Cầu thủ xuất sắc nhất mùa giải thường niên của NBA, đánh bại người bạn thân của mình, người đã đạt NBA MVP 2 năm liên tiếp Steve Nash với hơn 100 phiếu bầu. Anh cũng trở thành cầu thủ châu Âu đầu tiên trong lịch sử NBA nhận được vinh dự này.

#### Mùa giải 2007–08

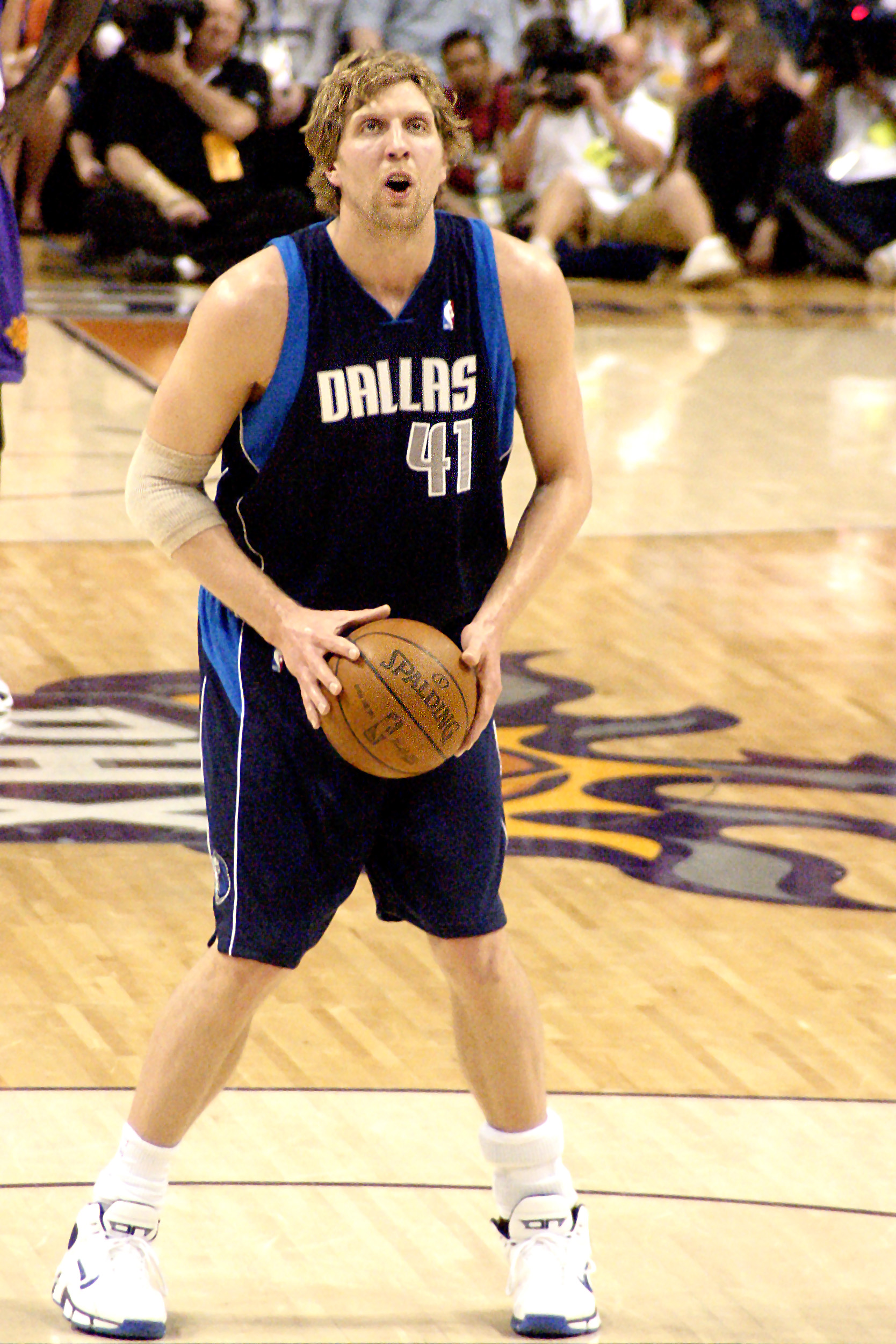
Nowitzki, 2008

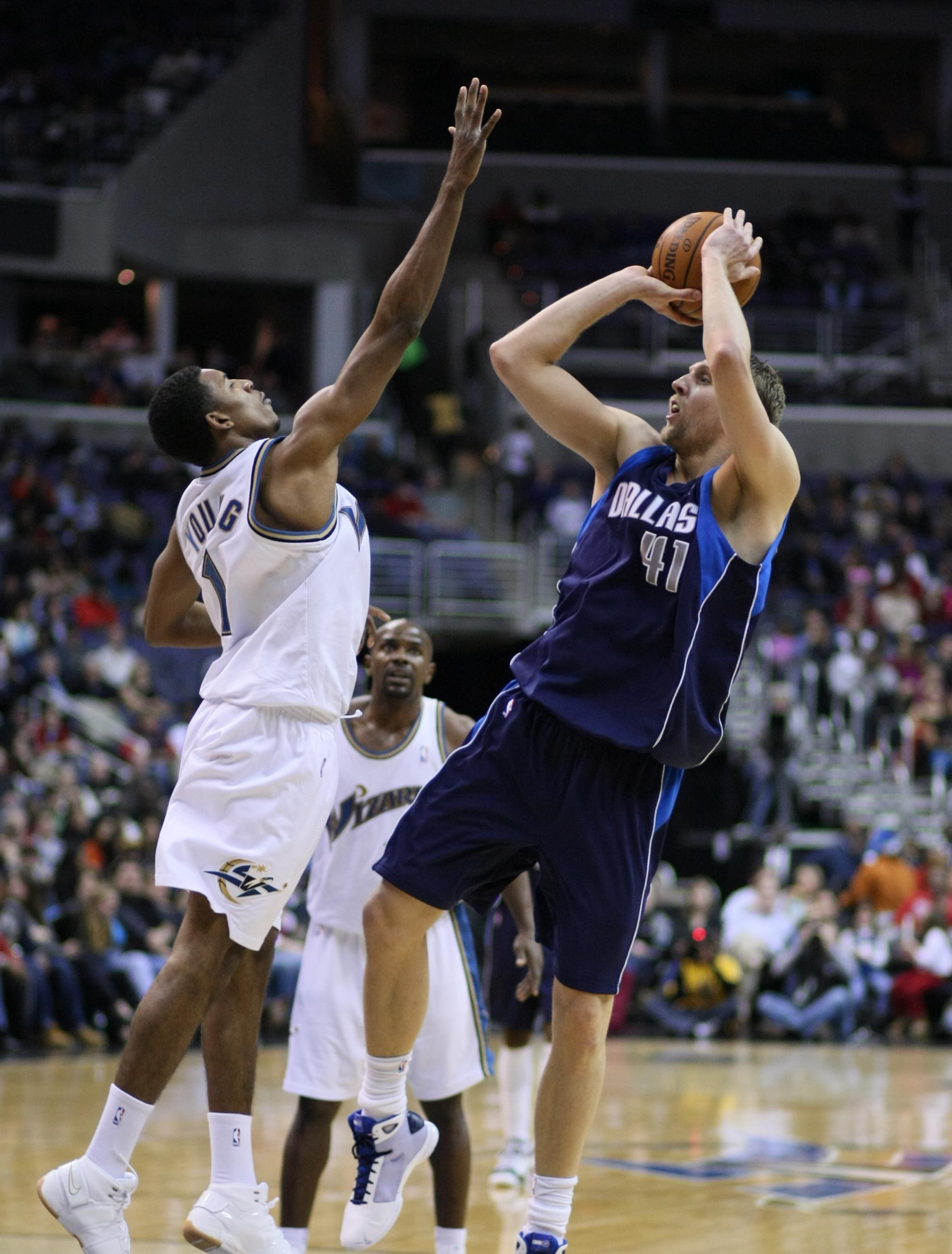
Nowitzki thực hiện cú nhảy ném fadeaway thương hiệu năm 2008.

Mùa giải 2007–08 chứng kiến một lần nữa Nowitzki và Mavericks bị loại ngay vòng đầu tiên của playoff. Mặc dù giữa mùa giải, CLB đã đưa cựu NBA All-Star Jason Kidd về Dallas, nhưng Mavericks chỉ kết thúc ở vị trí thứ bảy bảng xếp hạng miền Tây vốn có tính cạnh tranh cao. Nowitzki ghi trung bình 23,6 điểm, 8,6 rebounds và 3,5 kiến tạo cho mùa giải. Ở vòng loại trực tiếp, họ phải đối mặt với New Orleans Hornets của ngôi sao đang lên Chris Paul, và bị loại sau 5 trận. Trận thua playoff này dẫn đến việc HLV Avery Johnson bị sa thải và thay bằng Rick Carlisle. Một vài điểm nhấn tích cực trong mùa giải đó đối với Nowitzki là cú triple-double đầu tiên trong sự nghiệp của anh ấy vào rổ của Milwaukee Bucks vào ngày 6 tháng 2 năm 2008, với 29 điểm, 10 rebound và 12 kiến tạo, vào ngày 8 tháng 3 năm 2008 (34 điểm vào lưới New Jersey Nets), anh vượt qua Rolando Blackman với điểm thứ 16,644 để trở thành người đứng đầu về số điểm sự nghiệp mọi thời đại của Mavericks.

#### Mùa giải 2008–09
Mùa giải NBA 2008–09 chứng kiến Nowitzki kết thúc mùa với trung bình 25,9 điểm, 8,4 rebound và 2,4 kiến tạo. Anh ấy đứng thứ tư trong giải đấu về khả năng ghi điểm, và được chọn Đội hình 1 toàn NBA lần thứ tư. Anh ấy cũng đã tham gia All-Star Game năm 2009 lần thứ tám trong sự nghiệp. Nowitzki đã dẫn dắt Dallas tiến vào vòng loại trực tiếp, kết thúc mùa giải với hệ số 50–32 (hạng 6 ở miền Tây), sau khởi đầu chậm chạp 2–7. Ở vòng loại trực tiếp, tay ném người Đức đã dẫn dắt Dallas giành chiến thắng trước đối thủ lâu năm San Antonio (hạt giống số ba), thắng loạt trận đầu tiên với tỷ số 4–1. Tuy nhiên, Mavericks đã thất bại trước Denver Nuggets cũng với tỷ số 4–1, ở vòng hai. Nowitzki ghi trung bình 34,4 điểm, 11,6 rebounds và 4 kiến tạo trong chuỗi trận này.

#### Mùa giải 2009–10
Mavericks kết thúc mùa giải NBA 2009–10 với tư cách là hạt giống thứ hai cho vòng Playoffs NBA 2010. Những sự bổ sung đáng chú ý cho đội là 2 cầu thủ đẳng cấp All-Stars Shawn Marion và Caron Butler, người sau này sẽ đến vào nửa sau của mùa giải. Vào ngày 13 tháng 1 năm 2010, Nowitzki trở thành cầu thủ thứ 34 trong lịch sử NBA - và là người châu Âu đầu tiên - đạt cột mốc 20.000 điểm, trong khi kết thúc mùa giải thường niên với trung bình 25 điểm, 7,7 rebounds, 2,7 kiến tạo và 1 blocks. Anh ấy đã được chọn vào All-Star Game 2010, lần xuất hiện thứ 9. Mavericks đối đầu với San Antonio một lần nữa ở vòng đầu tiên của vòng loại trực tiếp, nhưng lần thứ ba trong bốn mùa giải, họ không thể tiến vào vòng tiếp theo. Nowitzki trở thành cầu thủ tự do sau mùa giải, nhưng ngay sau đó đã ký hợp đồng 4 năm trị giá 80 triệu đô la để ở lại Dallas.

### Mùa giải vô địch (2010–2011)

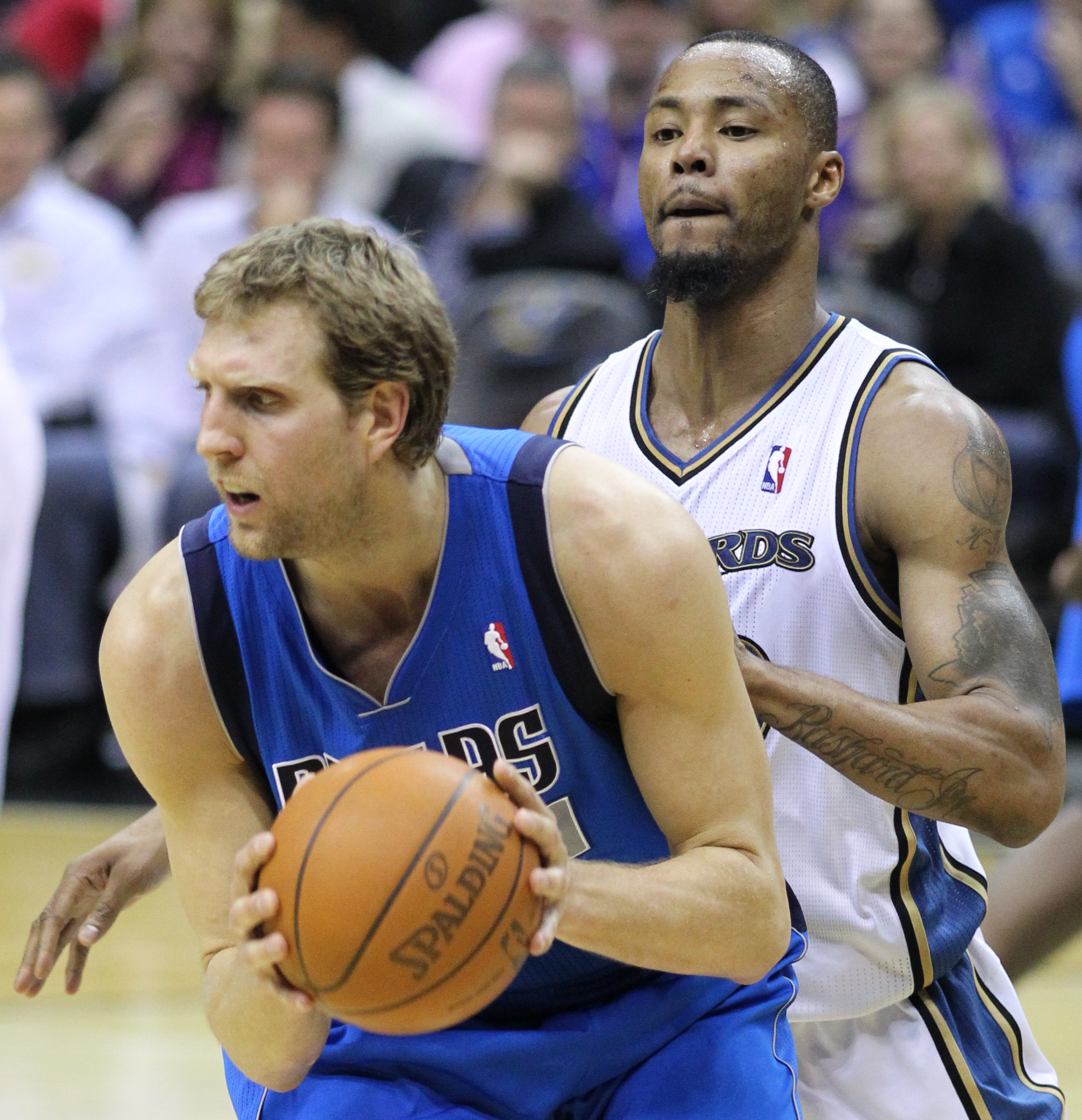
Nowitzki giành bóng với Rashard Lewis năm 2011

Trước mùa giải 2010–11, Mavericks mang về trung phong Tyson Chandler. Nowitzki bị chấn thương vào giữa mùa giải, nhưng đã kết thúc mùa giải thường niên với trung bình 23 điểm, 7 rebound và 3 kiến tạo. Mặc dù bỏ lỡ 9 game đấu, Nowitzki vẫn được chọn vào All-Star Game lần thứ mười. Mavericks đã đánh bại Portland ở lượt đầu tiên của vòng loại trực tiếp và tiễn nhà ĐKVĐ hai lần liên tiếp là Lakers ở Bán kết miền. Trong trận Chung kết miền, họ phải đối mặt với Oklahoma City Thunder và bộ đôi All-NBA của họ là Kevin Durant và Russell Westbrook. Trong ván 1, Nowitzki ghi 48 điểm và lập kỷ lục NBA về 24 quả ném phạt liên tiếp được thực hiện thành công trong một game cũng như kỷ lục về số quả ném phạt nhiều nhất trong một trận đấu mà không bỏ lỡ. Trong ván 4, với việc Dallas dẫn trước loạt trận 2–1, Nowitzki đã ghi được 40 điểm để đưa đội của mình từ việc bị dẫn 99–84 ở hiệp thứ tư thành lội ngược dòng chiến thắng 112–105 trong hiệp phụ. Dallas đã giành được danh hiệu vô địch miền Tây trong Game đấu thứ năm.
In the 2011 NBA Finals, Dallas once again faced the Miami Heat, which had acquired All-Stars LeBron James and Chris Bosh before the season began. During a Game 1 loss in Miami, Nowitzki tore a tendon in his left middle finger; however, MRIs were negative, and Nowitzki vowed that the injury would not be a factor. In Game 2, he led a Dallas rally from an 88–73 fourth-quarter deficit, making a driving left-handed layup over Bosh to tie the series at 1. Miami took a 2–1 series lead after Nowitzki missed a potential game-tying shot at the end of Game 3. Despite carrying a 101 °F (38 °C) fever in Game 4, he hit the winning basket to tie the series yet again at 2, evoking comparisons to Michael Jordan's "Flu Game" against Utah in the 1997 NBA Finals. Dallas went on to win the next two games, with Nowitzki scoring 10 fourth-quarter points in the series-clinching game in Miami. The championship was the first in the history of the franchise. Nowitzki was named NBA Finals Most Valuable Player.
Trong trận chung kết NBA 2011, Dallas một lần nữa phải đối mặt với Miami Heat, đội bóng hùng mạnh đã chiêu mộ LeBron James và Chris Bosh - 2 cầu thủ đẳng cấp All-Stars trước khi mùa giải bắt đầu. Trong trận thua ván 1 ở Miami, Nowitzki bị rách gân ngón chân giữa bên trái; tuy nhiên, MRI cho kết quả âm tính, và Nowitzki đã tuyên bố rằng chấn thương này sẽ không gây ảnh hưởng lớn. Trong game 2, anh ấy đã dẫn dắt Dallas lội ngược dòng từ bị dẫn trước 88–73 ở hiệp 4, thực hiện cú đánh ném bằng tay trái trước Bosh để kết thúc trận đấu với chiến thắng. Miami dẫn trước loạt 2-1 sau khi Nowitzki bỏ lỡ một cú ném có khả năng đưa trận đấu vào hiệp phụ. Mặc dù bị sốt 38 °C trong game 4, anh ấy đã có 1 cú ném chính xác để tiếp tục cân bằng tỷ số 2-2, làm gợi nhớ đến "Flu Game" của Michael Jordan trong trận chung kết NBA 1997 đối đầu Utah Jazz. Dallas tiếp tục giành chiến thắng trong hai trận đấu tiếp theo, với Nowitzki ghi 10 điểm trong hiệp bốn trong trận đấu then chốt ở Miami. Đây là chức vô địch đầu tiên trong lịch sử của đội bóng vùng Texas. Nowitzki cũng được vinh danh là Cầu thủ xuất sắc nhất loạt trận NBA Finals.

### Những năm sau chức vô địch (2011–2019)

#### Mùa giải 2011–12
Trong khi Dallas ăn mừng danh hiệu của họ, NBA đã tạm thời ngừng hoạt động cho đến ngày 8 tháng 12 năm 2011. Đội đương kim vô địch đã mất những cầu thủ cốt cán, chẳng hạn như DeShawn Stevenson, JJ Barea, Peja Stojaković và Tyson Chandler, trong khi bổ sung Lamar Odom, Delonte West, và ngôi sao kỳ cựu Vince Carter với một bản hợp đồng tự do. Mavericks chỉ chơi hai trận trước mùa giải, 1 trong những nguyên nhân khiến Nowitzki có khởi đầu chậm chạp. Nowitzki đã có lần tham dự trận đấu All-Star thứ 11 liên tiếp tại Orlando. Nowitzki đã dẫn dắt đội của anh thắng 45 lần trong mùa giải. Chuỗi 11 mùa giải ghi ít nhất 1.500 điểm của Nowitzki đã kết thúc sau khi chỉ ghi được 1.342 trong mùa giải NBA bị rút ngắn. Dallas giành được vị trí thứ bảy ở miền Tây, và so tài với Oklahoma City Thunder trong vòng Playoffs NBA 2012. Thunder đã quét sạch Mavericks trong bốn trận đấu.

#### Mùa giải 2012–13

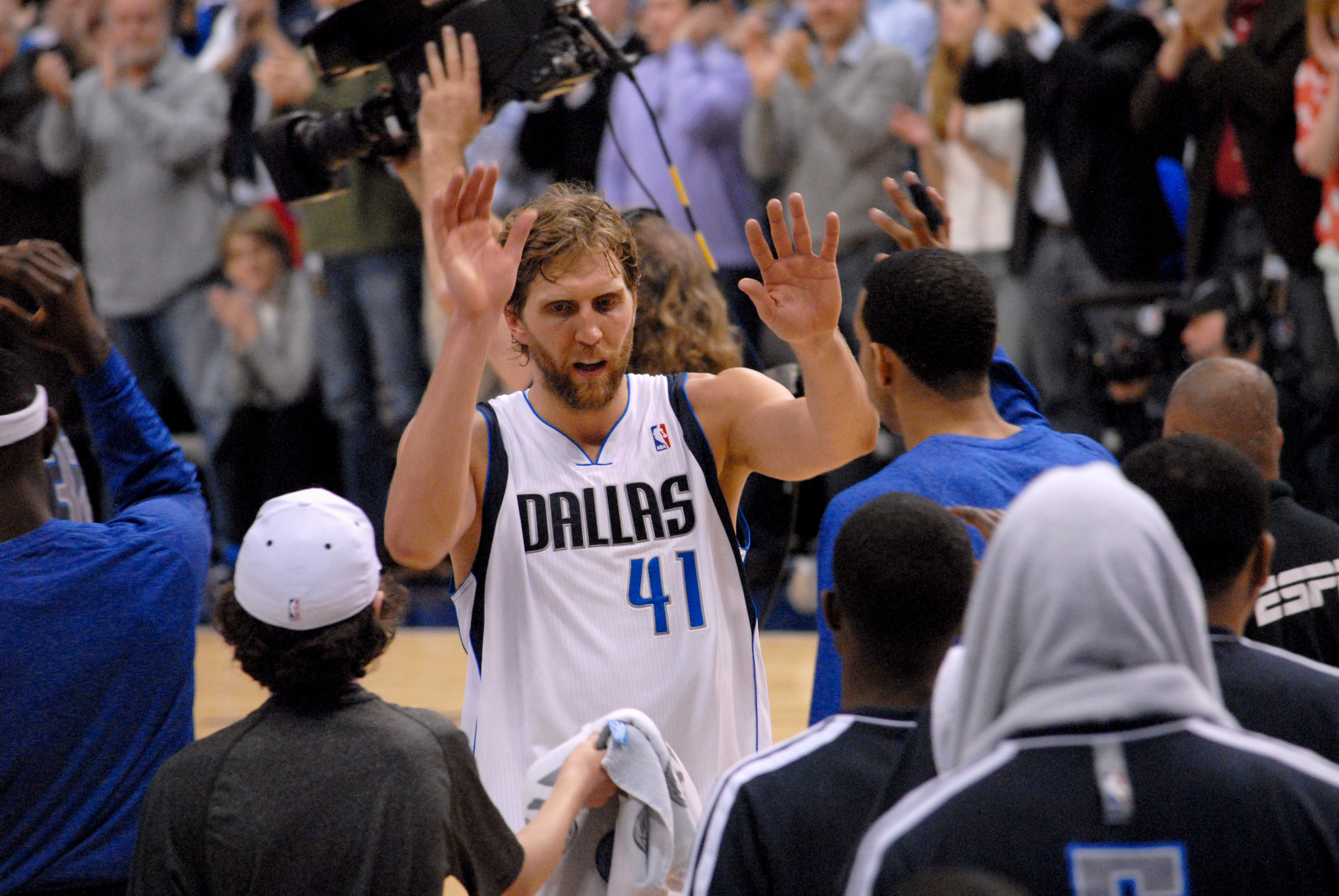
Nowitzki "râu ria" năm 2013

Trước mùa giải, Jason Kidd và Jason Terry rời Mavericks khi hết hợp đồng. Nowitzki đã trải qua cuộc phẫu thuật đầu gối vào tháng 10 năm 2012 và bỏ lỡ 27 trận đầu tiên của mùa giải. Anh trở lại vào ngày 23 tháng 12 năm 2012, trong trận đấu với San Antonio. Vào tháng 1 năm 2013, Nowitzki và một số đồng đội của anh ấy đã thực hiện một giao kèo là không cạo râu cho đến khi đội đạt được.500. Họ thường được gọi là "The Beard Bros." Vào ngày 14 tháng 4 năm 2013, sau một cú fadeaway trong trận đấu với New Orleans Hornets, Nowitzki trở thành cầu thủ thứ 17 trong lịch sử NBA ghi được 25.000 điểm. Mavs tiếp tục giành chiến thắng và leo trở lại.500 với thành tích 40–40, và cuối cùng Nowitzki đã cạo râu của mình. Tuy nhiên, Mavericks đã bỏ lỡ vòng playoff lần đầu tiên kể từ mùa giải thứ hai của Nowitzki tại Dallas, kết thúc chuỗi 12 năm vào playoff của họ.

#### Mùa giải 2013–14
Vào ngày 29 tháng 1 năm 2014, Nowitzki ghi được điểm thứ 26.000 trong trận thua 115–117 trước Houston Rockets. Trong 35 phút thi đấu, anh ghi 38 điểm, 17 rebound và 3 kiến tạo. Vào ngày 12 tháng 3 năm 2014, trong chiến thắng 108–101 trước Utah Jazz, Nowitzki kết thúc trận đấu với 31 điểm và vượt qua John Havlicek trong danh sách ghi điểm của NBA với 26.426 điểm. Vào ngày 8 tháng 4 năm 2014, Nowitzki ghi được điểm thứ 26.712, vượt qua Oscar Robertson để tiến lên vị trí thứ 10 trong danh sách ghi điểm mọi thời đại. Nowitzki đã dẫn dắt Mavericks trở lại vòng loại trực tiếp, nơi họ đối mặt với đối thủ cùng bang là San Antonio Spurs ở vòng đầu tiên. Dallas đã thua trong chuỗi bảy trận, và Spurs năm đó tiếp tục giành chức vô địch NBA.

#### Mùa giải 2014–15
Vào ngày 15 tháng 7 năm 2014, Nowitzki tái ký với Mavericks một hợp đồng có thời hạn ba năm, trị giá 25 triệu đô la. Anh cũng đã tái hợp với đồng đội cũ trong đội hình vô địch Tyson Chandler, người đã chuyển đến Dallas sau ba năm gắn bó với New York. Tuy nhiên, đồng đội lâu năm Shawn Marion đã ký hợp đồng với Cleveland Cavaliers trước mùa giải.
Vào ngày 11 tháng 11 năm 2014, Nowitzki ghi được 23 điểm để vượt qua Hakeem Olajuwon trở thành cầu thủ ghi nhiều điểm nhất không mang quốc tịch Hoa Kỳ, khi Mavericks đánh bại Sacramento 106–98. Nowitzki đã thực hiện cú nhảy từ ngay vạch ba điểm vào đầu hiệp 4 để vượt qua Olajuwon ở vị trí thứ 9, và anh ấy đã kết thúc đêm thi đấu với 26,953 điểm trong sự nghiệp. Sáu ngày sau, Nowitzki trở thành cầu thủ thứ tư trong lịch sử NBA đạt được 27.000 điểm trong sự nghiệp với chỉ một đội bóng, cùng với Michael Jordan, Karl Malone và Kobe Bryant. Vào ngày 26 tháng 12 trong trận đấu với Los Angeles Lakers, Nowitzki đã vượt qua Elvin Hayes để giành vị trí thứ tám trong danh sách ghi bàn mọi thời đại của NBA. Anh tiếp tục vượt qua Moses Malone để giành vị trí thứ bảy trong danh sách ghi bàn mọi thời đại của NBA vào ngày 5 tháng 1 năm 2015 trong chiến thắng 96–88 trong hiệp phụ trước Brooklyn Nets. Anh đã đạt được cú rebound thứ 10.000 trong sự nghiệp vào ngày 24 tháng 3 trước San Antonio Spurs, và ghi điểm số thứ 28.000 trong sự nghiệp vào ngày 1 tháng 4 trước Oklahoma City Thunder.
Mavericks kết thúc mùa giải thường niên với tư cách là hạt giống số 7 miền Tây với thành tích 50–32. Họ phải đối mặt với Houston Rockets ở vòng đầu tiên của vòng loại trực tiếp và để thua trong chuỗi năm trận.

#### Mùa giải 2015–16
Vào ngày 11 tháng 11 năm 2015, Nowitzki ghi được 31 điểm, cao nhất mùa trong chiến thắng 118–108 trước Los Angeles Clippers. Anh cũng đạt được 11 cú rebound, cao nhất đội và vượt qua người đồng đội cũ Shawn Marion ở vị trí thứ 15 trong danh sách rebound mọi thời đại. Vào ngày 23 tháng 12, Nowitzki đã vượt qua Shaquille O'Neal để đứng thứ sáu trong danh sách ghi điểm của NBA, sau đó thực hiện cú ném rổ khi trận đấu còn 19,2 giây trong hiệp phụ để giúp Mavericks đánh bại Brooklyn Nets 119–118. Vào ngày 21 tháng 2, anh ghi 18 điểm vào lưới Philadelphia 76ers, trở thành cầu thủ thứ sáu trong lịch sử NBA đạt 29.000 điểm trong sự nghiệp. Vào ngày 20 tháng 3, anh ấy đã thiết lập một kỷ lục mùa giải với 40 điểm trong chiến thắng 132–120 trong hiệp phụ trước Portland Trail Blazers. Trận đấu 40 điểm thứ 20 trong sự nghiệp là trận đầu tiên của anh ấy kể từ tháng 1 năm 2014 và là trận đầu tiên 1 cầu thủ 37 tuổi làm được kể từ Karl Malone vào năm 2000–01.
Trong ván 4 của loạt trận playoff giữa Mavericks với Oklahoma City Thunder, Nowitzki đã vượt qua Elgin Baylor (3.623 điểm) để đứng thứ 15 trong danh sách ghi điểm trong vòng playoff NBA. Mavericks đã thua tổng tỷ số 4-1.

#### Mùa giải 2016–17
Vào ngày 27 tháng 7 năm 2016, Nowitzki tái ký hợp đồng với Mavericks. Nowitzki đã bỏ lỡ một số trận đấu đầu mùa giải với vấn đề về gân Achilles. Vào ngày 7 tháng 3 năm 2017, trong chiến thắng 122–111 trước Los Angeles Lakers, Nowitzki trở thành cầu thủ thứ sáu trong lịch sử NBA ghi được 30.000 điểm trong mùa giải thường niên. Anh cũng trở thành cầu thủ ngoại quốc đầu tiên đạt được cột mốc này và là một trong ba người duy nhất ghi được 30.000 điểm cộng với một đội — những người còn lại là Karl Malone (Utah) và Kobe Bryant (Lakers). Mavericks kết thúc mùa giải với thành tích 33–49 và bỏ lỡ NBA Playoffs.
Sau mùa giải 2016–17, Nowitzki sử dụng quyền lựa chọn của mình để trở thành cầu thủ tự do (player option - Dirk chọn kết thúc hợp đồng sớm theo thoả thuận trước đó với CLB); động thái này cho phép Mavericks tái ký hợp đồng với anh với ít tiền hơn và có thể theo đuổi các mục tiêu tự do khác.

#### Mùa giải 2017–18
Vào ngày 6 tháng 7 năm 2017, Nowitzki tái ký hợp đồng với Mavericks trong hai năm trị giá 10 triệu đô la (với team option - điều khoản gia hạn thêm 1 năm vào năm thứ hai). Vào ngày 5 tháng 2 năm 2018, trong trận thua 104–101 trước Los Angeles Clippers, Nowitzki trở thành cầu thủ thứ sáu trong lịch sử NBA có 50.000 phút trong sự nghiệp. Vào ngày 28 tháng 2 năm 2018, trong trận thua hiệp phụ 111-110 trước Oklahoma City Thunder, Nowitzki đạt 31.000 điểm sự nghiệp. Vào ngày 17 tháng 3 năm 2018, trong trận thua 114–106 trước Brooklyn Nets, Nowitzki đã chơi trong trận đấu thứ 1.463 của mình, vượt qua Kevin Garnett để trở thành vị trí thứ năm trong danh sách của NBA. Anh đã phải phẫu thuật mắt cá vào cuối mùa giải vào ngày 5 tháng 4 sau khi ra sân ở 77 trong 78 trận đầu tiên. Mavericks kết thúc mùa giải với thành tích 24–58 và bỏ lỡ NBA Playoffs.

#### Mùa giải cuối cùng 2018–19
Vào ngày 23 tháng 7 năm 2018, Nowitzki tái ký hợp đồng với Mavericks cho mùa giải 2018–19. Với trận ra mắt mùa giải vào ngày 13 tháng 12 năm 2018, anh đã lập kỷ lục NBA về số mùa giải chơi cùng 1 đội nhiều nhất (21), phá vỡ kỷ lục của Kobe Bryant, người đã trải qua 20 mùa giải với Lakers. Anh cũng trở thành cầu thủ thứ 5 trong lịch sử NBA chơi 21 mùa giải, lập kỷ lục NBA. Nowitzki được gọi tên cho trận đấu All-Star thứ 14 của anh ấy như một sự bổ sung vào đội hình đặc biệt. Vào ngày 18 tháng 3 năm 2019, Nowitzki trở thành cầu thủ ghi nhiều điểm thứ sáu mọi thời đại, vượt qua 31.419 điểm của Wilt Chamberlain trong trận thua New Orleans Pelicans. Trong trận đấu sân nhà cuối cùng của đội trong mùa giải, chiến thắng 120–109 trước Phoenix Suns vào ngày 9 tháng 4, Nowitzki ghi được 30 điểm và tuyên bố giải nghệ trong một buổi lễ đầy cảm xúc mà Charles Barkley, Larry Bird, Shawn Kemp, Scottie Pippen, và Detlef Schrempf xuất hiện trên sân để có những bài phát biểu khen ngợi Nowitzki. Một ngày sau, anh chơi trận NBA cuối cùng của mình, ghi một cú double-double với 20 điểm và 10 rebounds trong trận thua 105–94 trước Spurs.

## Sự nghiệp ở Đội tuyển quốc gia

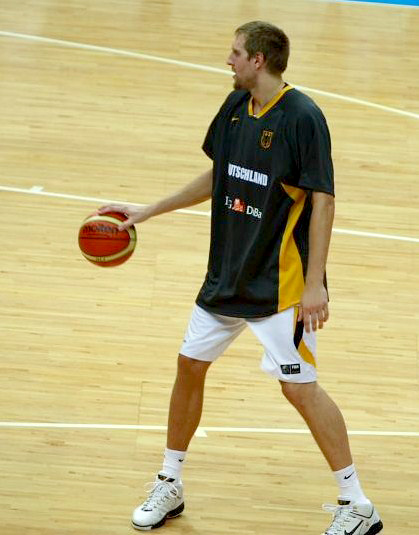
Nowitzki chơi cho Đội tuyển bóng rổ quốc gia Đức từ năm 1997 tới 2015.

Nowitzki bắt đầu chơi cho đội tuyển bóng rổ quốc gia Đức vào năm 1997. Trong giải đấu đầu tiên của anh ấy, EuroBasket 1999, tân binh 21 tuổi này nổi lên như một cây ghi điểm chính của Đức, nhưng Đức chỉ đứng thứ bảy và không đủ điều kiện tham dự Thế vận hội Olympic 2000. Tại EuroBasket 2001, Nowitzki là vua ghi điểm với 28,7 điểm mỗi trận, và thua suýt soát cầu thủ người Serbia Peja Stojaković cho danh hiệu MVP. Đức đã lọt vào bán kết và suýt đánh bại nước chủ nhà Thổ Nhĩ Kỳ, nhưng Hedo Türkoğlu đã có 1 cú buzzer-beater để gỡ hoà, và cuối cùng thì đội Thổ Nhĩ Kỳ đã giành chiến thắng trong hiệp phụ. Đức sau đó thua, 99–90, trước Tây Ban Nha, và không giành được huy chương. Tuy nhiên, với trung bình 28,7 điểm và 9,1 rebounds, Nowitzki dẫn đầu giải đấu về cả thống kê, và được bầu chọn vào đội All-Star. Về nước, đội tuyển bóng rổ Đức đã thu hút tới 3,7 triệu người xem truyền hình, một kỷ lục của bóng rổ Đức vào thời điểm đó.
Nowitzki giành được huy chương đầu tiên khi dẫn dắt Đức giành huy chương đồng trong Giải vô địch thế giới FIBA 2002. Trong trận tứ kết với Tây Ban Nha do Pau Gasol dẫn dắt, Tây Ban Nha đã vươn lên dẫn trước 52–46 sau 3/4 thời gian, nhưng sau đó Nowitzki ghi được 10 điểm trong hiệp cuối cùng và dẫn dắt Đức thắng ngược 70–62. Trong trận bán kết, đội của anh ấy đã đấu với đội Argentina do Manu Ginóbili dẫn dắt, nhưng dù đã dẫn trước, 74–69, chỉ còn bốn phút cuối trận và mặc dù Argentina thua thiệt quân số do Ginobili vì chấn thương bàn chân, nhưng những người Nam Mỹ đã thắng 86–80. Tuy nhiên, Đức đã giành chiến thắng 117–94 trước New Zealand trong trận tranh 3-4 an ủi và giành huy chương đồng với Nowitzki là cầu thủ ghi bàn nhiều nhất của giải đấu, (24,0 điểm mỗi trận), được bầu là MVP của giải đấu. Trở lại Đức, hơn bốn triệu khán giả truyền hình đã theo dõi các trận đấu, một kỷ lục mọi thời đại trong lịch sử bóng rổ Đức.
Trong một trận đấu chuẩn bị cho EuroBasket 2003, Nowitzki bị chấn thương bàn chân sau một pha va chạm với cầu thủ Pháp Florent Piétrus; Do đó, Nowitzki thi đấu không ổn định và thường xuyên là nạn nhân của những pha phạm lỗi thô bạo. Trong trận đấu quyết định ở vòng hai với Ý (chỉ có đội thắng mới được vào chơi vòng tranh huy chương), Đức thua với tỷ số 86–84, xếp thứ chín và không đủ điều kiện tham dự Thế vận hội 2004. Nowitzki ghi được 22,5 điểm mỗi trận (thứ ba chung cuộc), nhưng nhìn chung dường như thiếu ổn định và ảnh hưởng do chấn thương.
Tại EuroBasket 2005, Nowitzki đã dẫn dắt một đội tuyển Đức rệu rã vào Chung kết, đánh bại ứng cử viên vô địch Slovenia ở tứ kết và tiễn Tây Ban Nha ra về ở bán kết. Các chuyên gia EuroBasket đã ca ngợi Nowitzki trong cả hai trận đấu: trước Slovenia (76–62), tiền phong người Đức ghi được 22 điểm - cao nhất trận và nhận xét: "Người Slovenia đã đánh giá thấp chúng tôi. Họ nói rằng chúng tôi là đội họ sẽ đánh bại và điều đó đã sai, bạn không nên làm gì đó tương tự trước 1 trận tứ kết. " Trong trận đấu với Tây Ban Nha (74–73), Nowitzki ghi được 27 điểm cao nhất trận và ghi điểm quyết định của trận đấu: cách biệt chỉ 1 điểm và còn vài giây nữa, anh đánh lừa tiền phong người Tây Ban Nha Jorge Garbajosa, và thực hiện một cú nhảy ném cơ bản vượt qua Garbajosa đang dang tay cản phá hết cỡ bất thành khi chỉ còn 3,9 giây nữa. Dirk sau đó nhận xét: "Thật không thể diễn tả được. Garbajosa đã đẩy tôi ra ngoài đường biên nên tôi chỉ tiện theo đà". Mặc dù thua trận Chung kết, 78–62, trước người Hy Lạp, Nowitzki vẫn là cầu thủ ghi điểm hàng đầu của giải đấu (26,1 mỗi trận), đồng thời là cầu thủ kiến tạo hàng đầu thứ hai (10,6 mỗi trận), đồng thời là người block (1,9 mỗi trận), và anh cũng được bình chọn Cầu thủ xuất sắc nhất của giải đấu. Khi anh ấy bị đánh bại vào cuối trận chung kết, Nowitzki đã nhận được sự hoan nghênh nhiệt liệt từ đám đông, mà sau này anh ấy nhớ lại là "một trong những khoảnh khắc tuyệt vời nhất trong sự nghiệp". Đội tuyển Đức được trao huy chương bạc.
Trong giải vô địch thế giới FIBA năm 2006, Nowitzki đã dẫn dắt đội tuyển Đức đến vị trí thứ tám và nhận xét: "Đó là một may mắn. Nhưng nhìn chung, kết thúc ở vị trí thứ tám thế giới cũng không tệ."

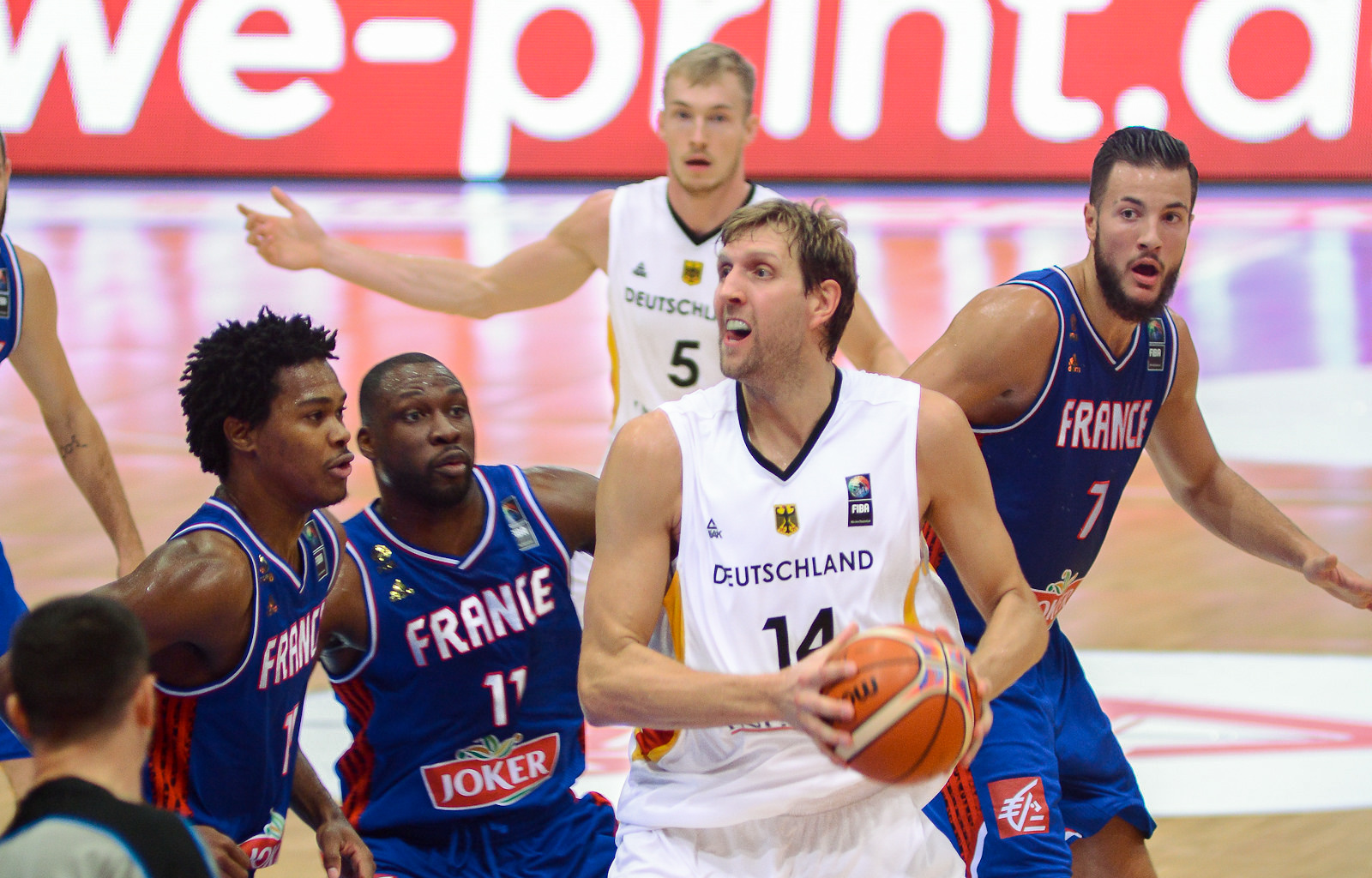
Nowitzki chơi cho Đức năm 2015

Tại EuroBasket 2007, trong đó ba đội đứng đầu tự động đủ điều kiện tham dự Thế vận hội 2008, Nowitzki đã dẫn dắt Đức cán đích ở vị trí thứ năm. Anh là vua phá lưới với 24,0 điểm mỗi trận. Vị trí thứ năm đồng nghĩa với việc Đức không có suất dự trực tiếp, nhưng được phép tham dự Giải đấu vòng loại Olympic 2008. Nowitzki cùng Đức bước vào trận đấu quyết định với Puerto Rico cho vị trí cuối cùng còn lại. Trong trận đấu quan trọng đó, anh ấy đã ghi được 32 điểm cao nhất trận trong chiến thắng 96–82 đưa đội bóng rổ Đức đến Thế vận hội đầu tiên của họ kể từ Thế vận hội mùa hè năm 1992. Nowitzki được chọn là người cầm cờ cho Đội tuyển Olympic Đức tại Lễ khai mạc Thế vận hội 2008. Nowitzki dẫn dắt đội Đức về đích ở vị trí thứ 10, và ghi trung bình 17,0 điểm và 8,4 rebounds cho giải đấu.
Năm 2009, Nowitzki không tham gia EuroBasket 2009. Vào tháng 7 năm 2010, anh nói rằng anh cũng sẽ không tham gia Giải vô địch thế giới FIBA 2010. Vào mùa hè năm 2011, Nowitzki đã chơi cùng đội Đức trong EuroBasket 2011, nơi đội đạt vị trí thứ chín. Năm 2015, Nowitzki là đội trưởng của Đức tại EuroBasket. Họ chỉ thắng một trận, và bị loại ở vòng bảng, trên sân nhà. Vào tháng 1 năm 2016, Nowitzki chính thức tuyên bố giã từ đội tuyển quốc gia Đức. Trong sự nghiệp của mình với đội tuyển quốc gia nam cao cấp của Đức, anh có trung bình 19,7 điểm, 7,5 rebounds và 1,6 kiến tạo mỗi trận.
Nowitzki được tờ báo thể thao Ý Gazzetta dello Sport vinh danh là Cầu thủ bóng rổ châu Âu của năm trong 5 năm từ 2002 đến 2006 và một lần nữa vào năm 2011. Anh cũng được tạp chí thể thao Ý Superbasket vinh danh là Cầu thủ nam xuất sắc nhất châu Âu vào năm 2005 và Cầu thủ xuất sắc nhất năm của FIBA hai lần vào năm 2005 và 2011.

## Phong cách thi đấu

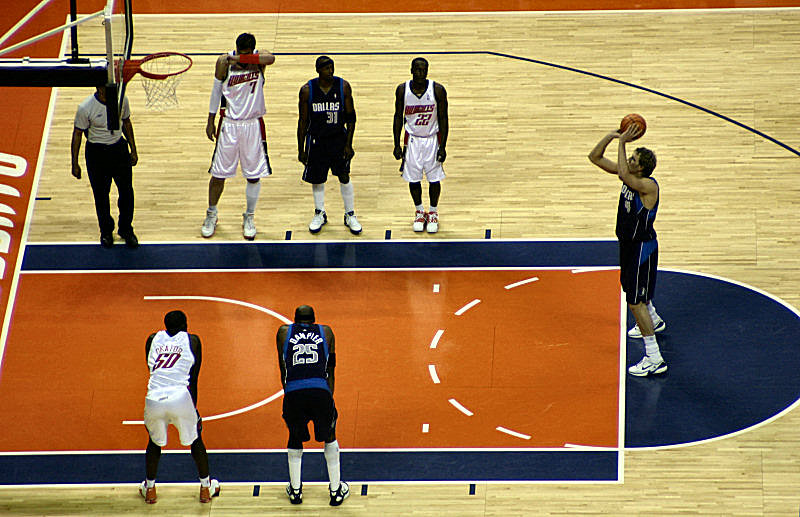
Nowitzki thực hiện 1 pha ném phạt trong trận đấu với Charlotte Bobcats ngày 11 tháng 11 năm 2005

Nowitzki là một tiền phong đa năng. Anh chủ yếu chơi ở vị trí tiền phong hàng trong (power forward), nhưng cũng chơi tốt trung phong (center) và tiền phong hàng ngoài (small forward) trong sự nghiệp của mình. Là một tay ném 3 đẳng cấp với kích thước đồ sộ, Nowitzki đã thực hiện thành công 88% số quả ném phạt, gần 50% tỉ lệ ném 2 điểm và gần 40% số lần ném 3 điểm thành công, thậm chí anh từng giành chiến thắng trong Cuộc thi Ba điểm NBA All-Star 2006. Trong mùa giải 2006–07, Nowitzki chỉ trở thành thành viên thứ năm của Câu lạc bộ 50–40–90 của NBA dành cho những cầu thủ có tỉ lệ ném 2 điểm từ 50% trở lên, 40% trở lên khi ném ba chỉ và 90% trở lên khi ném phạt.
Độ chính xác khi ném rổ của Nowitzki, kết hợp với chiều cao 7 feet và kỹ thuật độc đáo (chẳng hạn như ném nhả bóng trên đầu), khiến những cú nhảy ném của anh ấy trở nên khó để giải mã. Trước khi trận chung kết NBA 2011, LeBron James gọi cú nhảy ném bằng một chân (one-legged fadeaway) của Nowitzki là cú nhảy không thể cản phá thứ hai từ trước đến nay, chỉ sau cú Skyhook của Kareem Abdul-Jabbar. Ngoài ra, Nowitzki có thể đưa bóng tới vành rổ từ bên ngoài vạch ném 3, điều không phải big-man nào cũng làm được thuần thục như anh. NBA.com ca ngợi sự linh hoạt của anh ấy bằng cách phát biểu: "Tiền phong cao 7 feet, người có năng lực phòng thủ bảng rổ xoay chân mạnh mẽ, có thể bắt bóng bật bảng và gây ra nỗi kinh hoàng khi tấn công hoặc khi chuẩn bị tung một quả bom ba điểm." Charles Barkley cho biết cách tốt nhất để phòng thủ trước Nowitzki là "lấy một điếu thuốc và một cái bịt mắt". Trong sự nghiệp của mình, Nowitzki cũng đã phát triển một kỹ năng thiết lập vị trí dưới rổ không chính thống, thường đẩy lùi đối thủ của mình từ vị trí ném phạt hoặc vị trí ngay dưới bảng rổ, thuận lợi để chuyền nhiều vị trí và phải thiết lập 2-kèm-1 để phong toả đường chuyền của anh ấy.
Nowitzki là cầu thủ thứ sáu trong lịch sử NBA và là cầu thủ châu Âu đầu tiên đạt cột mốc 30.000 điểm. Ngoài việc là người ghi điểm nhiều nhất mọi thời đại của Mavericks cũng như số lần rebound, tỉ lệ ghi điểm, số lần ghi điểm, tỉ lệ 3 điểm, số lần ném 3 điểm, số lần cản phá, tỉ lệ ném phạt và số lần ném phạt, Nowitzki đã tham gia NBA All-Star mười bốn lần và lọt vào đội hình Toàn NBA mười hai lần. Anh được bầu chọn là MVP của NBA mùa giải 2006–07, trở thành cầu thủ châu Âu đầu tiên nhận được vinh dự này, cũng như MVP của Loạt trận NBA Final 2011. Các thành tích khác bao gồm chiến thắng trong Cuộc thi ném ba điểm năm 2006 và giải thưởng Đồng đội của năm tại NBA 2017, được bầu chọn là Cầu thủ bóng rổ châu Âu của năm 5 lần liên tiếp bởi La Gazzetta dello Sport. Anh là cầu thủ ghi điểm hàng đầu và là MVP của Giải vô địch thế giới FIBA 2002 và giải EuroBasket 2005.
Nowitzki là cầu thủ duy nhất ghi ít nhất 31.000 điểm, 10.000 rebound, 3.000 kiến tạo, 1.000 cướp bóng, 1.000 chắn bóng và 1.000 cú ba điểm.

## NBA career statistics

### Mùa thường niên
| Năm       | Đội      | GP    | GS    | MPG  | FG%  | 3P%  | FT%  | RPG | APG | SPG | BPG | PPG  |
| --------- | -------- | ----- | ----- | ---- | ---- | ---- | ---- | --- | --- | --- | --- | ---- |
| 1998–99   | Dallas   | 47    | 24    | 20.4 | .405 | .206 | .773 | 3.4 | 1.0 | .6  | .6  | 8.2  |
| 1999–2000 | Dallas   | 82    | 81    | 35.8 | .461 | .379 | .830 | 6.5 | 2.5 | .8  | .8  | 17.5 |
| 2000–01   | Dallas   | 82    | 82*   | 38.1 | .474 | .387 | .838 | 9.2 | 2.1 | 1.0 | 1.2 | 21.8 |
| 2001–02   | Dallas   | 76    | 76    | 38.0 | .477 | .397 | .853 | 9.9 | 2.4 | 1.1 | 1.0 | 23.4 |
| 2002–03   | Dallas   | 80    | 80    | 39.0 | .463 | .379 | .881 | 9.9 | 3.0 | 1.4 | 1.0 | 25.1 |
| 2003–04   | Dallas   | 77    | 77    | 37.9 | .462 | .341 | .877 | 8.7 | 2.7 | 1.2 | 1.4 | 21.8 |
| 2004–05   | Dallas   | 78    | 78    | 38.7 | .459 | .399 | .869 | 9.7 | 3.1 | 1.2 | 1.5 | 26.1 |
| 2005–06   | Dallas   | 81    | 81    | 38.1 | .480 | .406 | .901 | 9.0 | 2.8 | .7  | 1.0 | 26.6 |
| 2006–07   | Dallas   | 78    | 78    | 36.2 | .502 | .416 | .904 | 8.9 | 3.4 | .7  | .8  | 24.6 |
| 2007–08   | Dallas   | 77    | 77    | 36.0 | .479 | .359 | .879 | 8.6 | 3.5 | .7  | .9  | 23.6 |
| 2008–09   | Dallas   | 81    | 81    | 37.7 | .479 | .359 | .890 | 8.4 | 2.4 | .8  | .8  | 25.9 |
| 2009–10   | Dallas   | 81    | 80    | 37.5 | .481 | .421 | .915 | 7.7 | 2.7 | .9  | 1.0 | 25.0 |
| 2010–11†  | Dallas   | 73    | 73    | 34.3 | .517 | .393 | .892 | 7.0 | 2.6 | .5  | .6  | 23.0 |
| 2011–12   | Dallas   | 62    | 62    | 33.5 | .457 | .368 | .896 | 6.8 | 2.2 | .7  | .5  | 21.6 |
| 2012–13   | Dallas   | 53    | 47    | 31.3 | .471 | .414 | .860 | 6.8 | 2.5 | .7  | .7  | 17.3 |
| 2013–14   | Dallas   | 80    | 80    | 32.9 | .497 | .398 | .899 | 6.2 | 2.7 | .9  | .6  | 21.7 |
| 2014–15   | Dallas   | 77    | 77    | 29.6 | .459 | .380 | .882 | 5.9 | 1.9 | .5  | .4  | 17.3 |
| 2015–16   | Dallas   | 75    | 75    | 31.5 | .448 | .368 | .893 | 6.5 | 1.8 | .7  | .7  | 18.3 |
| 2016–17   | Dallas   | 54    | 54    | 26.4 | .437 | .378 | .875 | 6.5 | 1.5 | .6  | .7  | 14.2 |
| 2017–18   | Dallas   | 77    | 77    | 24.7 | .456 | .409 | .898 | 5.7 | 1.6 | .6  | .6  | 12.0 |
| 2018–19   | Dallas   | 51    | 20    | 15.6 | .359 | .312 | .780 | 3.1 | .7  | .2  | .4  | 7.3  |
| Career    | Career   | 1,522 | 1,460 | 33.8 | .471 | .380 | .879 | 7.5 | 2.4 | .8  | .8  | 20.7 |
| All-Star  | All-Star | 14    | 2     | 16.2 | .450 | .290 | .875 | 3.7 | 1.1 | .7  | .4  | 8.7  |

### Playoffs
| Năm    | Đội    | GP  | GS  | MPG  | FG%  | 3P%  | FT%  | RPG  | APG | SPG | BPG | PPG  |
| ------ | ------ | --- | --- | ---- | ---- | ---- | ---- | ---- | --- | --- | --- | ---- |
| 2001   | Dallas | 10  | 10  | 39.9 | .423 | .283 | .883 | 8.1  | 1.4 | 1.1 | .8  | 23.4 |
| 2002   | Dallas | 8   | 8   | 44.6 | .445 | .571 | .878 | 13.1 | 2.3 | 2.0 | .8  | 28.4 |
| 2003   | Dallas | 17  | 17  | 42.5 | .479 | .443 | .912 | 11.5 | 2.2 | 1.2 | .9  | 25.3 |
| 2004   | Dallas | 5   | 5   | 42.4 | .450 | .467 | .857 | 11.8 | 1.4 | 1.4 | 2.6 | 26.6 |
| 2005   | Dallas | 13  | 13  | 42.4 | .402 | .333 | .829 | 10.1 | 3.3 | 1.4 | 1.6 | 23.7 |
| 2006   | Dallas | 23  | 23  | 42.7 | .468 | .343 | .895 | 11.7 | 2.9 | 1.1 | .6  | 27.0 |
| 2007   | Dallas | 6   | 6   | 39.8 | .383 | .211 | .840 | 11.3 | 2.3 | 1.8 | 1.3 | 19.7 |
| 2008   | Dallas | 5   | 5   | 42.2 | .473 | .333 | .808 | 12.0 | 4.0 | .2  | 1.4 | 26.8 |
| 2009   | Dallas | 10  | 10  | 39.5 | .518 | .286 | .925 | 10.1 | 3.1 | .9  | .8  | 26.8 |
| 2010   | Dallas | 6   | 6   | 38.8 | .547 | .571 | .952 | 8.2  | 3.0 | .8  | .7  | 26.7 |
| 2011†  | Dallas | 21  | 21  | 39.3 | .485 | .460 | .941 | 8.1  | 2.5 | .6  | .6  | 27.7 |
| 2012   | Dallas | 4   | 4   | 38.5 | .442 | .167 | .905 | 6.3  | 1.8 | .8  | .0  | 26.8 |
| 2014   | Dallas | 7   | 7   | 37.6 | .429 | .083 | .806 | 8.0  | 1.6 | .9  | .9  | 19.1 |
| 2015   | Dallas | 5   | 5   | 36.2 | .452 | .235 | .929 | 10.2 | 2.4 | .4  | .4  | 21.2 |
| 2016   | Dallas | 5   | 5   | 34.0 | .494 | .364 | .941 | 5.0  | 1.6 | .4  | .6  | 20.4 |
| Career | Career | 145 | 145 | 40.7 | .462 | .365 | .892 | 10.0 | 2.5 | 1.0 | .9  | 25.3 |

## Thách tích trong sự nghiệp
NBA
- MVP chung kết NBA: 2011
- Cầu thủ xuất sắc nhất NBA: 2007
- 14 × NBA All-Star: 2002–2012, 2014–2015, 2019
- 12 × All-NBA: 2001–2012
  - 4 × Đội hình 1: 2005–2007, 2009
  - 5 × Đội hình 2: 2002–2003, 2008, 2010–2011
  - 3 × Đội hình 3: 2001, 2004, 2012
- Nhà vô địch cuộc thi ném ba điểm NBA: 2006
- Nhà vô địch NBA Shooting Stars: 2010
- Đồng đội NBA của năm: 2017
- Xếp thứ 6 về ghi điểm mọi thời đại
- Xếp thứ 5 về phòng thủ-rebound mọi thời đại
- Xếp thứ 2 về tỷ lệ ném phạt trong các trận Chung kết NBA mọi thời đại
- 82 quả ném phạt liên tiếp được thực hiện thành công trong mùa giải thường xuyên (kỷ lục dài thứ ba mọi thời đại)
- 26 quả ném phạt liên tiếp được thực hiện thành công trong trận Chung kết (chuỗi dài nhất mọi thời đại)
- Một trong ba cầu thủ có ít nhất 30.000 điểm, 10.000 rebounds, 3.000 hỗ trợ, 1.000 đánh cắp và 1.000 khối
- Một trong hai cầu thủ có 150 lần ném 3 điểm và 100 lần block trong một mùa giải: 2001
- Một trong bốn cầu thủ có điểm trung bình trong sự nghiệp tại NBA Playoff là 25 ppg và 10 rpg (25,3 ppg, 10,0 rpg)
- Một trong tám thành viên của câu lạc bộ 50–40–90: 2007
- Một trong ba cầu thủ vượt qua mốc 1.000 cả ném ba điểm và block cho sự nghiệp
- Một trong bốn cầu thủ vượt qua mốc 30.000 điểm và 10.000 rebound trong sự nghiệp
- Giữ kỷ lục về số quả ném phạt được thực hiện nhiều nhất trong một mùa giải playoff với 205 quả ném phạt được thực hiện: 2006
- Dẫn đầu thống kê của Dallas Mavericks về số trận thi đấu, số mùa giải, số điểm, số lần rebound, số lần steal, số lần ném rổ thành công, số lần ném ba điểm và số lần ném phạt
- Kỷ lục NBA trong hầu hết các mùa giải với một đội (21) và các trận đấu đã chơi trong sự nghiệp chỉ dành cho một đội (1.522)

Đội tuyển quốc gia Đức
- 2002 FIBA World Championship: bronze medal, MVP, top scorer, all-tournament team
- EuroBasket 2005: silver medal, MVP, top scorer, all-tournament team
- 2006 FIBA World Championship, EuroBasket 2001, EuroBasket 2007: top scorer, all-tournament team
- Goldener Ehrenring (golden honorary ring) of the DBB (German Basketball Federation): 2007
- Third leading scorer (1,052 points) in the history of EuroBasket
- Leading scorer in the history of the senior German national basketball team (3,045 points in 153 international games)
- Member of the German national basketball team which was voted Outstanding German Team of the Year: 2005[6]
- Giải vô địch thế giới FIBA 2002: huy chương đồng, MVP, vua ghi điểm, đội hình tiêu biểu
- EuroBasket 2005: huy chương bạc, MVP, vua ghi điểm, đội hình tiêu biểu
- Giải vô địch thế giới FIBA 2006, EuroBasket 2001, EuroBasket 2007: vua ghi điểm, đội hình tiêu biểu
- Goldener Ehrenring (nhẫn danh dự vàng) của DBB (Liên đoàn bóng rổ Đức): 2007
- Vua ghi điểm nhiều thứ ba (1,052 điểm) trong lịch sử EuroBasket
- Cầu thủ ghi điểm nhiều nhất trong lịch sử của đội tuyển bóng rổ quốc gia Đức (3.045 điểm trong 153 trận đấu quốc tế)
- Thành viên của đội tuyển bóng rổ quốc gia Đức được bầu chọn là Đội tuyển Đức xuất sắc của năm: 2005

Những thành tựu nổi bật khác
- German League MVP: 1999[7]
- German League Top Scorer: 1999
- 6× Euroscar: 2002–2006, 2011
- 2× FIBA Europe Men's Player of the Year: 2005, 2011
- Mr. Europa: 2005
- 5× All-Europeans Player of the Year: 2005–2008, 2011
- German national flag bearer at the 2008 Summer Olympics in Beijing, China
- Best NBA Player ESPY Award: 2011
- Best Male Athlete ESPY Award: 2011
- Outstanding Team ESPY Award with the Dallas Mavericks: 2011
- Sports Illustrated NBA All-Decade Second Team (2000–2009)
- Silbernes Lorbeerblatt: 2011
- German Sports Personality of the Year: 2011
- Naismith Legacy Award: 2012
- Magic Johnson Award: 2014[8]
- Laureus Lifetime Achievement Award: 2020

## Cuộc sống cá nhân
Chị gái của Nowitzki, Silke Nowitzki, đã mô tả Nowitzki là một nhân vật tự tin nhưng không thích phô trương, không bị ảnh hưởng bởi tiền bạc và danh vọng. Anh ấy thích đọc sách và chơi saxophone. Nowitzki đã vượt qua kỳ thi Abitur tại Röntgen Gymnasium Grammar School of Würzburg. Anh cũng đã thành lập Quỹ Dirk Nowitzki, một tổ chức từ thiện nhằm mục đích chống lại đói nghèo ở châu Phi.
Nowitzki hẹn hò với Sybille Gerer, một nữ cầu thủ bóng rổ từ câu lạc bộ DJK Würzburg của anh ấy. Mối quan hệ bắt đầu từ năm 1992 và kéo dài 10 năm trước khi kết thúc vào năm 2002; Nowitzki nói, "Cuối cùng, chúng tôi phát hiện ra rằng chúng tôi đã không đồng điệu trong cách sống và phát triển... Tình yêu không còn tồn tại, nhưng chúng tôi vẫn là bạn tốt của nhau." Anh ấy nói thêm: "Tôi chắc chắn muốn kết hôn và có con, nhưng tôi không nghĩ nó sẽ xảy ra trước khi tôi 30 tuổi."
Năm 2010, Nowitzki gặp và bắt đầu hẹn hò với Jessica Olsson, em gái của hai cầu thủ bóng đá Thụy Điển Martin Olsson và Marcus Olsson. Cặp đôi kết hôn vào ngày 20 tháng 7 năm 2012, tại nhà của Nowitzki ở Dallas. Họ có một con gái, sinh vào tháng 7 năm 2013 và hai con trai, sinh vào tháng 3 năm 2015 và tháng 11 năm 2016. Mặc dù Nowitzki đã cân nhắc việc nhập quốc tịch Hoa Kỳ, tuy nhiên anh vẫn mang quốc tịch Đức.
Nowitzki thừa nhận mối quan hệ thân thiết với người cố vấn Holger Geschwindner, người mà anh gọi là bạn thân nhất của mình. Anh ấy cũng là bạn tốt của đồng đội cũ Steve Nash. Nash nói về việc chơi với Nowitzki, "Cả hai chúng tôi đều tham gia một câu lạc bộ mới, sống ở một thành phố mới, chúng tôi đều là người độc thân và người tách biệt: điều này tạo ra một mối liên kết... Anh ấy làm cho cuộc sống của tôi dễ dàng hơn và ngược lại... tình bạn này luôn bền chặt dù thế giới có biến động gì. " Nowitzki nói thêm, "Anh ấy cũng sẽ trở thành một người bạn tốt nếu chúng tôi gặp nhau ở siêu thị."
Nowitzki là một người hâm mộ bóng đá và là một cổ động viên cuồng nhiệt của Arsenal F.C.

## Sách
Sự nghiệp của Nowitzki đã được ghi chép lại trong cuốn sách. Dirk Nowitzki: German Wunderkind, được viết bởi các nhà báo thể thao người Đức Dino Reisner và Holger Sauer, được xuất bản vào năm 2004 bởi CoPress Munich. Cuốn sách bìa cứng dày 160 trang kể về sự khởi đầu của Nowitzki tại quê hương Würzburg của anh ấy, ghi lại quá trình anh ấy bước vào và phát triển trong vũ đài NBA, và kết thúc vào đầu mùa giải NBA 2004–05.
Vào tháng 11 năm 2011, tờ báo địa phương Main-Post của Würzburg đã xuất bản một cuốn sách dài 216 trang được viết bởi các nhà báo thể thao Jürgen Höpfl và Fabian Frühwirth: Einfach Er - Dirk Nowitzki - Aus Würzburg an die Weltspitze, (Just Him - Dirk Nowitzki - Từ Würzburg lên đỉnh thế giới). Cả Höpfl và Frühwirth đã đồng hành cùng Nowitzki trong suốt sự nghiệp của anh, thu thập các cuộc phỏng vấn và ảnh được sử dụng trong cuốn sách. Cuốn sách kể lại trận chung kết NBA năm 2011 nhưng cũng tập trung mạnh mẽ vào mối quan hệ của Nowitzki với quê hương Würzburg của anh ấy và quá trình phát triển sự nghiệp của anh ấy bắt đầu từ đó. Cuốn sách giới thiệu những hiểu biết sâu sắc từ các huấn luyện viên cũ, các thành viên trong gia đình và bạn bè.
Thomas Pletzinger đã xuất bản vào năm 2019 cuốn tiểu sử dài 502 trang The Great Nowitzki, được coi là một trong những cuốn tiểu sử thể thao hay nhất từng được xuất bản bằng tiếng Đức.

## Trong văn hoá đại chúng
Năm 2014, bộ phim tài liệu Nowitzki: The Perfect Shot được phát hành, kể lại sự nghiệp và cuộc đời của Nowitzki.